# برق
البَرْق (الجمع: بُروق) ظاهرة طبيعية بصرية تظهر في صورة شرارة كهربائية، والتي تنشأ عن تفريغ مفاجئ وعنيف في مناطق الغلاف الجوّي المشحونة. غالبًا ما يتشكّل البرق أثناء العواصف الرعدية؛ إذ إنّ الرعد هو صوت موجة الصدمة الناتجة عن ازدياد الضغط المفاجئ للجزيئات الغازية. عندما يكون التفريغ الكهربائي شديدًا بين السحاب وبين جسم مشحون على الأرض يسمّى البرق والرعد المصاحب له حينها بالصاعقة.
هناك ثلاثة أصناف رئيسية للبروق وذلك حسب مكان التفريغ، وهي المتشكِّلة إمَّا داخل سحابة العاصفة الرعدية أو بين السحب أو بين السحب والأرض. توجد عدَّة أشكال ظاهرية للبرق يبلغ عددها حوالي 15 منها: برق عديم الرعد، والذي يشاهد ولا يُسمَع صوت رعده؛ وكذلك البرق الجاف، والذي يسبّب العديد من حرائق الغابات.
لكي تحدث عمليّة تفريغ كهربائي ينبغي توفُّر شرطين أساسيَّين؛ الأوَّل: وجود فرق جهد كبير بالشكل الكافي بين منطقتين في الفضاء؛ والثاني: وجود وسط عازل يحول دون معادلة الشحنة، وهو الأمر الذي يؤمّنه الهواء في الغلاف الجوّي. من المعلوم أنّه خلال العاصفة الرعدية يحدث هناك فصل بين منطقتين مختلفتين في نمط الشحنة الكهربائية داخل السحابة؛ إلّا أنّ الآلية التفصيلية لعمليّة تشكّل البرق ما تزال غير مفهومة بالكامل.

## نظريات التشكل
يتشكّل البرق عادةً داخل المزن الركامي، والتي تسمّى أيضًا سحابة العاصفة الرعدية، وذلك من حدوث عملية تفريغ كهربائي، والتي تتمثّل بوميض البرق. لكي تحدث عملية التفريغ لا بدَّ من حدوث فصل للشحنات الكهربائية عن بعضها؛ إلّا أنّ عملية التفريغ الكهربائي الفعلية هي المرحلة الأخيرة من عملية معقّدة جدًّا. ما يجعل الأمرَ معقّدًا هو التباين الواضح بين عملية تشكّل البرق طبيعيًا وبين التجارب المخبرية لتشكيل البرق في وسط غازي، إذ أنّ الحركية الكبيرة للجزيئات تُصعّب من مهمّة فصل الشحنات الكهربائية عن بعضها والإبقاء عليها كذلك لفترة طويلة، خاصّةً من غير استخدام تجهيزات تقنية من أجل محاكاة تشكّل البرق طبيعيًا. ما تزال الآلية الكاملة لتشكُّل البرق والصواعق محطَّ دراسةٍ وتحقيقٍ علمي.
إن أكثر أنواع البرق دراسةً هو البرق المتشكّل بين السحاب والأرض (CG)؛ على الرغم من الشيوع الأكبر لومضات البرق داخل السحاب (IC) وبين السحب (CC) إلّا أنّه يصعب دراستها بسبب عدم وجود نقاط مادّية فيزيائية للمراقبة وللقياس على مستوى السحب، بالإضافة إلى صعوبة التنبّؤ بزمان ومكان حدوث ومضات البرق أو الصواعق في الأنواع الأخيرة. ولكن من حيث المبدأ، يمكن تعميم الملاحظات والنتائج المستحصَل عليها من البرق المتشكّل بين السحاب والأرض على باقي أنواع البروق.

### الكَهْرَبَة

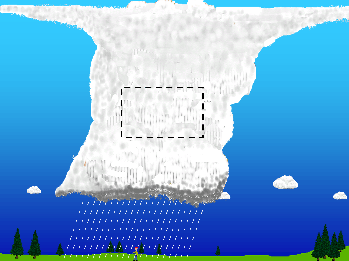
تقع منطقة الشحن الكهربائي الرئيسية للعاصفة الرعدية في القسم المتوسّط، حيث يتحرّك الهواء صاعداً إلى الأعلى بسرعةٍ كبيرة (تيّار صاعد)، وتتراوح عندها درجات الحرارة بين -15 إلى -25 °س.

ما تزال عمليّة الشحن الكهربائي الحاصلة في العواصف الرعدية محطَّ دراسةٍ من العلماء، الذين يحاولون إيجاد تفسير نهائي لآلية حدوثها، إلّا أنّ هناك توافقٌ عام على المبادئ الأساسية لعملية الكَهْرَبة في العواصف الرعدية.
تقع منطقة الشحن الكهربائي الرئيسية للعاصفة الرعدية في القسم المتوسّط، حيث يتحرّك الهواء صاعدًا إلى الأعلى (تيّار صاعد) بسرعةٍ كبيرة تصل إلى 5-20 متر/الثانية وما فوق؛ وتتراوح عندها درجات الحرارة بين -15 إلى -25 °س، حيث تقع تلك المنطقة أعلى من مستوى التجمّد. في تلك المنطقة، تؤدّي مجموعة العوامل من درجة الحرارة وحركة التيّار الهوائي الصاعد السريعة إلى تكاثف بخار الماء داخل السحابة مشكّلًا مزيجًا من قطيرات ماءٍ صغيرة فائقة التبريد دون نقطة التجمّد، بالإضافة إلى حدوث عملية ترسيب إلى بلّورات جليد صغيرة وكذلك إلى حبيبات البَرَد الدقيق. بما أنّ عملية التكاثف طاردة للحرارة، فيؤدّي ذلك إلى زيادة حركية الجسيمات في الحيّز الفراغي داخل السحابة بالمقارنة مع خارجها، ممّا يساعد على اندفاعها داخل السحابة للأعلى. بالإضافة إلى ذلك، يحمل التيار الهوائي الصاعد قطيرات الماء فائقة التبريد وبلّورات الجليد الصغيرة إلى الأعلى؛ بالمقابل تميل حبيبات البَرَد الدقيق ذات الحجم الأكبر والكثافة الأعلى إلى السقوط أو البقاء معلّقةً في الهواء.

عندما تصطدم بلّورات الجليد مع حبيبات البَرَد الدقيق تحدث عملية شحنٍ كهربائي، حيث تصبح بلّورات الجليد مشحونةً بشحنةٍ كهربائيةٍ موجبة، في حين تصبح حبيبات البَرَد الدقيق مشحونةً بشحنةٍ كهربائيةٍ سالبة.

يؤدّي ذلك التباين في حركة الجسيمات إلى حدوث تصادمات، والتي تؤدّي بدورها في النهاية إلى حدوث عملية شحنٍ كهربائي. فعندما تصطدم بلّورات الجليد مع حبيبات البَرَد الدقيق تحدث عملية شحنٍ كهربائي، حيث تصبح بلّورات الجليد مشحونةً بشحنةٍ كهربائيةٍ موجبة، في حين تصبح حبيبات البَرَد الدقيق مشحونةً بشحنةٍ كهربائيةٍ سالبة. يحمل التيّار الهوائي الصاعد بلّورات الجليد الصغيرة موجبة الشحنة إلى أعلى سحابة العاصفة الرعدية، في حين تبقى حُبيبات البَرَد الدقيق الأكثف إمّا معلّقةً في وسط سحابة العاصفة الرعدية أو تتساقط إلى القسم السفلي من تلك السحابة. نتيجةً لذلك، يحدث تباينٌ في شحنة الفضاء الكهربائية بين أعلى السحابة الرعدية موجبة الشحنة وأسفلها سالبة الشحنة الكهربائية. بيّنت الدراسات أنّ شدّة شحنة الفضاء متناسبة بشكلٍ مباشرٍ مع محتوى الجليد داخل سحابة العاصفة الرعدية؛ ممّا يعني أنّ احتمالية تشكّل البرق تزيد مع زيادة كمّية الجليد داخل السحابة.

يصبح القسم الأعلى من سحابة العاصفة الرعدية موجب الشحنة؛ في حين أنّ القسم المتوسّط والسفلي يصبح سالب الشحنة.

تساعد حركة التيّارات الهوائية الصاعدة للأعلى والرياح في الارتفاعات العليا من الغلاف الجوي على تشتيت بلّورات الجليد الصغيرة بشكلٍ أفقي في القسم الأعلى من سحابة العاصفة الرعدية وإبعادها عن قاعدتها؛ بحيث تحدث عمليّة إعادة توزيع. بالإضافة إلى ذلك، تحدث أيضًا، ولكن على نطاق أصغر، عمليّة تشكّل لشحنةٍ كهربائيةٍ موجبة بالقرب من أسفل سحابة العاصفة الرعدية بسبب الهطول وبسبب درجات الحرارة الدافئة. وكلّما اقتربت حبيبات البَرَد الدقيق من المنطقة الدافئة أسفل السحابة فإنّها تذوب وتنصهر، وبذلك تقوم قطيرات الماء الناشئة عن عملية الذوبان بأخذ الشحنة السالبة معها، والتي عندما تمرّ بالمنطقة موجبة الشحنة أسفل السحابة تحصل هناك عملية معادلة للشحنة، وبالتالي يكون الهطول معتدل الشحنة.

### تشكّل الحقل الكهربائي
يمكن أن يتشكّل البرق من الحركة الدورانية للهواء الدافئ الرطب عبر الحقول الكهربائية، ثم تقوم جسيمات الماء أو الجليد بتجميع الشحنة كما هو الحال في مولد فان دي غراف. فمع مرور الوقت تتجمّع حبيبات البَرَد الدقيق ذات الشحنة السالبة أسفل سحابة العاصفة الرعدية، وعندما تدنو تلك السحابة من سطح الأرض، تحدث عملية تحريض كهربائي ساكن (حثّ كهروستاتيكي) على سطح الأرض أسفل سحابة العاصفة الرعدية وذلك بشحنة كهربائية مساوية بالقيمة للشحنة في السحابة ولكنّها معاكسة لها بالقطبية. بسبب وجود منطقتين مختلفتي الشحنة يتولّد حقل كهربائي في الهواء بينهما، وتتفاوت شدّته حسب كمّية الشحنة. تكون الشحنة الكهربائية الموجبة المحرَّضَة أوّل تشكّلِها صغيرةً نسبيًا، وعند اقتراب سحابة العاصفة الرعدية، وذلك عند قياسها مقابل نقطة ثابتة، إلّا أنّها تزداد مع اقتراب مركز العاصفة، ثم لا تلبث أن تنخفض مجدّدًا مع مرور السحابة. يمكن للقيمة المرجعية لشحنة السطح المحرَّضة أن تُمثَّل تقريبيًا على هيئة منحني الجرس. يمكن قياس شدّة الحقل الكهربائي في الغلاف الجوي بأجهزة خاصة.
عندما يتجاوز الحقل الكهربائي الموضعي قيمة شدة العزل للهواء الرطب (حوالي 3 ملايين فولت لكل متر) فإنّ التفريغ الكهربائي يحصل على هيئة صاعقة، والتي غالبًا ما تتبع بومضات تفريغ بشكل متناسب، والتي تتفرّع من نفس المسار. من جهةٍ أخرى، فإنّ الحقل الكهربائي داخل سحابة العاصفة الرعدية ليس كبيرًا بالشكل الكافي لكي يقوم بتوليد عملية تشكّل البرق من تلقاء نفسه. الأمرَ الذي جعل الباحثين يميلون حاليًا لوجود ضرورةٍ لحدوث تأيّن للهواء وتشكيل مسار أو قناة تؤمّن نقل الشحنة الكهربائية.

### تشكّل قناة البرق عبر التأيّن

#### قائد البرق

قائد البرق متشعّباً أثناء نزوله تجاه الأرض.

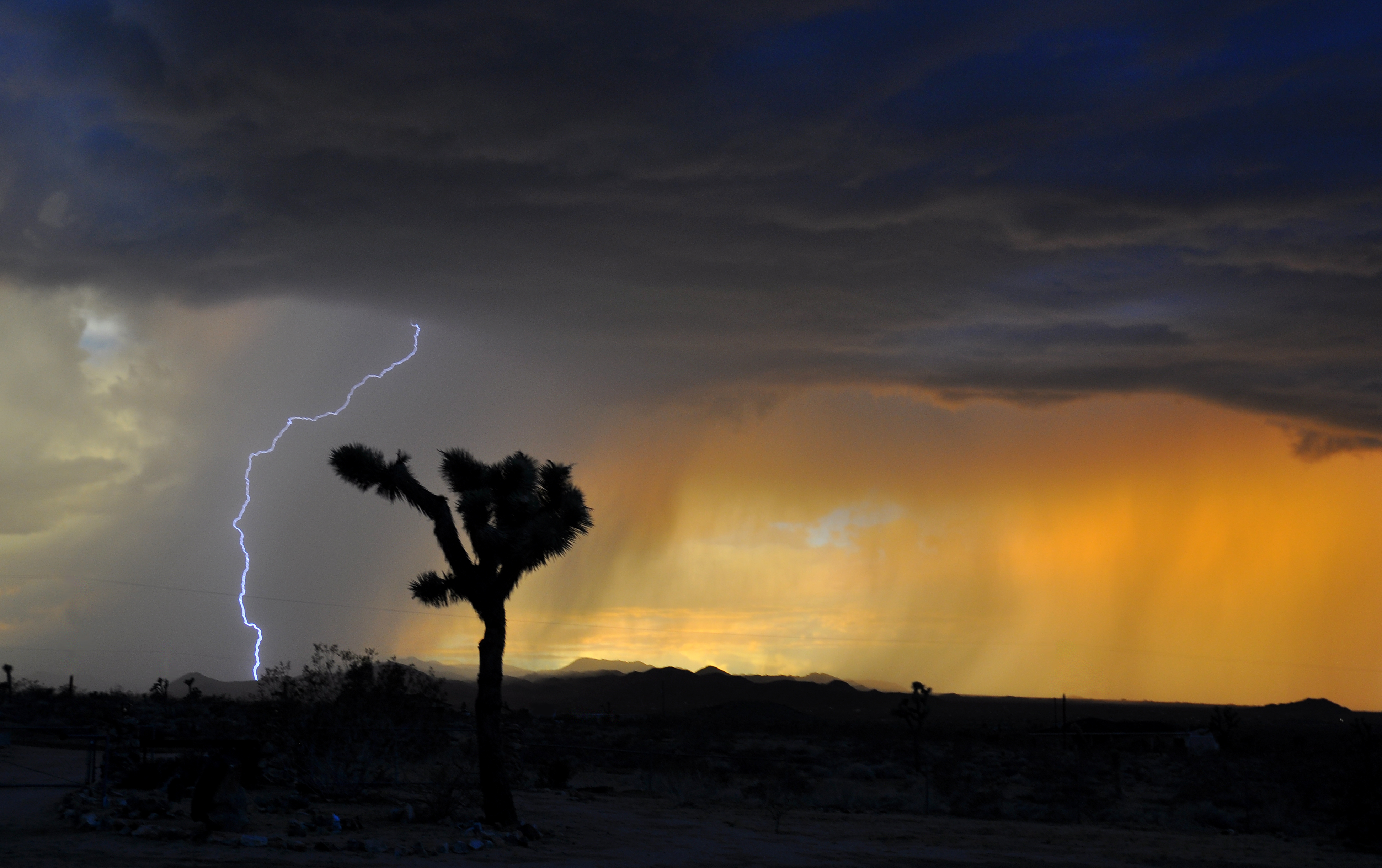
صاعقةٌ من السحاب إلى الأرض لوحظت في صحراء موهافي في ولاية كاليفورنيا الأمريكية.

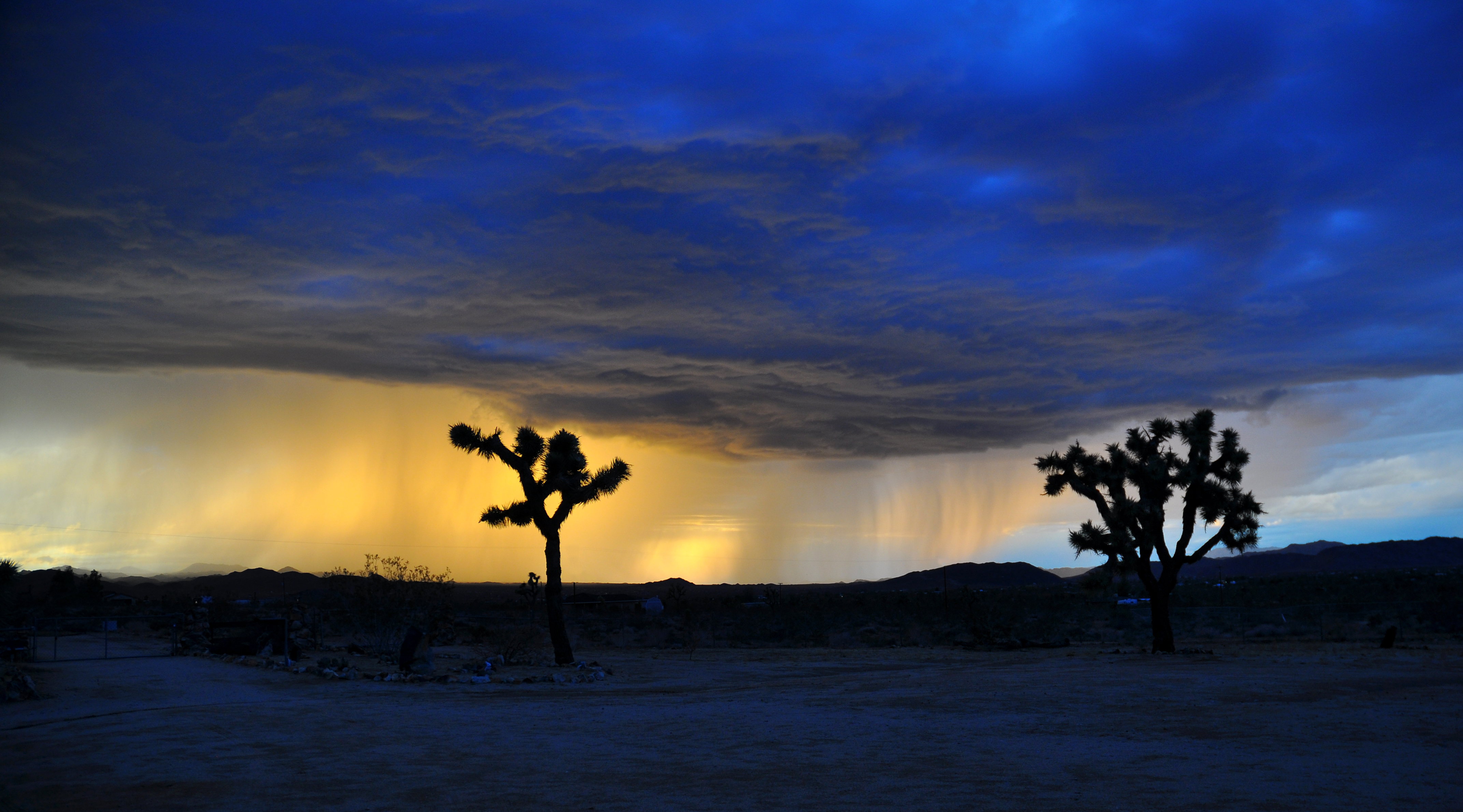
وميضُ برقٍ داخل السحاب يضيء مجموعةَ السُحب بالكامل.

إنّ تشكّل البرق يتطلّب وجودَ قناةٍ ثنائية الاتجاه من الهواء المتأيّن، والتي تُدعى «قائد البرق» (ملاحظة 1)، والتي تتشكّل بعمليةٍ ما تزال غير مفهومة بالكامل بين منطقتين مختلفتين بالشحنة الكهربائية في سحابة العاصفة الرعدية. يتكوّن قائد البرق من قنوات ناقلة كهربائيًا من الهواء المتأيّن، والتي تمرّ عبر (أو تنجذب إلى) مناطق ذات شحنة كهربائية معاكسة لشحنة رأس القائد. يعمل رأس القائد ثنائي الاتجاه على مَلْءِ منطقةٍ مشحونةٍ داخل سحابة العاصفة الرعدية تُعرَف باسم «البئر»، وذلك بشحنةٍ معاكسةٍ لشحنته. من الممكن أن تَملأَ نهايةٌ واحدةٌ للقائد البئرَ بشحنةٍ موجبةٍ بالكامل، في حين أنّ النهاية الأخرى ما تزال فعّالة. عند حدوث ذلك، يمكن لنهاية القائد التي مَلأتِ البئرَ أن تنتشرَ خارج سحابة العاصفة الرعدية، ممّا يؤدّي إلى وميضٍ داخل السحاب أو وميض من السحاب إلى الأرض.

صاعقة بسبب اتصال قَائِدَي برق، الأوّل موجب الشحنة ممثّلاُ بالخطّ الأزرق، والثاني سالب الشحنة ممثلاُ بالخطّ الأحمر.

في وميضٍ نمطيٍّ من السحاب إلى الأرض يتشكّل قائدٌ ثنائيّ الاتجاه بين منطقة رئيسية سالبة الشحنة وبين منطقة أسفلَ منها ذات شحنة موجبة في عاصفة السحابة الرعدية. تمتلئ المنطقة موجبة الشحنة بسرعة من القائد سالب الشحنة، ومن ثَمّ ينتشر باتّجاه الأرض المشحونة بالتحريض. تعمل قناتا قائد البرق الموجبة والسالبة بشكلٍ متعاكس الاتجاه، فالقائد الموجب يكون اتجاهه نحو الأعلى إلى السحاب، في حين أنّ القائد السالب يكون اتجاهه نحو الأرض. تعمل قناتا قائد البرق بشكلٍ متزامنٍ وعلى اتّجاهين متعاكسَين في عددٍ من الدفقات المفاجئة المتتابعة. عادةً ما يتشعّب قائد البرق أثناء نزوله على هيئة أغصان الشجر؛ بالإضافة إلى ذلك، فإنّ قائد البرق ينتقل بشكل متقطّع بعملية تسمى «تدرّج» (ملاحظة 2)؛ حيث يمكن أن يحدث هناك تفاوت جزئي بسيط في قيم الشحنة الكهربائية عبر مسار قناة البرق، لذلك تأخذ أحياناً شكلًا متعرّجًا. يمكن تتبُّع تلك الملاحظات المذكورة بواسطة كاميرات خاصّة تمكّن من تصوير فيديو بالحركة البطيئة. يقوم كلّ قائد بتجميع الشحن على الرأس مطلقاً بذلك قنواتٍ أخرى جديدة، والتي تقوم بالتجميع بشكل لحظي مجدّدًا من أجل زيادة تركيز الأيونات المشحونة، ثم ليقوم مجدّدًا بإطلاق قنواتٍ جديدة، وهكذا دواليك. يستمرّ القائد السالب بالانتشار والتشعّب كلّما تحرّك باتجاه الأسفل واقترب من سطح الأرض. تصف نظرية التخلّل ظاهرةَ الاتّصال العشوائي الملاحظَة أثناء تشكّل قائد البرق.
يبلغ طول حوالي 90% من القنوات الأيونية في قائد البرق 45 متر تقريبًا. يتطلّب تشكّل القنوات الأيونية في قائد البرق زمنًا أطول نسبيًا (بضعة مئات من الملّي ثانية) بالمقارنة مع عملية التفريغ (عشرات من الميكرو ثانية). إنّ التيّار الكهربائي المُتطلَّبُ لتشكيل القناة له قيمة تتراوح بين عشرات إلى مئات الأمبيرات، والتي تتقزّم من قبل تيّارات متعاقبة أثناء عملية التفريغ الفعلية.
ظهرت عدّة فرضيات لتفسير نشوء قنوات قائد البرق، افترضت إحداها أنّ وابلًا من الإلكترونات ذات سرعة مرتفعة نسبيًا يتشكّل من الأشعّة الكونية، والذي يتسارع لاحقاً بعمليّة تدعى «الانهيار الجامح» (ملاحظة 3). عندما تصطدم هذه الإلكترونات المتسارعة مع جزيئات الهواء المعتدلة تقوم بتأيّينها ممّا يولّد قائد البرق. يمكن من حيث المبدأ للأشعّة الكونية عالية الطاقة الصادرة عن المستعرات الأعظمية بالإضافة إلى الرياح الشمسية أن تدخل الغلاف الجوي وتشحن الهواء، ممّا يخلق مساراتٍ للبرق والصواعق. كان عالم الفيزياء والمناخ تشارلز ويلسون من أوائل من اقترح ذلك، إذ أنّ الإلكترونات المتهيّجة وفق تلك الطريقة يمكن لها من حيث المبدأ أن تزداد بشكلٍ أسّيٍ مطّردٍ تسلسليّ. تقول فرضيةٌ أخرى أنّ تشكّل قائد البرق يعود إلى حقولٍ كهربائيةٍ مُجمَّعةٍ من حقولٍ صغيرةٍ متشكّلةٍ بالقرب من قطيرات الماء أو بلّورات الجليد.

#### لسانُ نورٍ صاعدٌ للأعلى
عند اقتراب قائدٍ متدرّجٍ من الأرض يؤدّي وجود شحناتٍ معاكسةٍ على الأرض إلى زيادة شدّة الحقل الكهربائي. يكون الحقل الكهربائي على أشدّه في الأجسام المُؤَرَّضَة التي تكون قِمَمُها قريبةّ من قاعدة سحابة العاصفة الرعدية مثل الأشجار أو الأبنية العالية. إذا كان الحقل الكهربائي قويًّا بالشكل الكافي تتشكّل من تلك النقاط قناةٌ أيونيةٌ موجبةُ الشحنة تسمّى «لسانُ النور الصاعدُ للأعلى» (ملاحظة 4). كان «هاينز كازيمير» قد وضّح الأسس النظرية لهذه الظاهرة في خمسينات القرن العشرين.
مع اقتراب القائد سالب الشحنة تزداد شدّة الحقل الكهربائي الموضعي وتكون الأجسام المُؤرَّضة معرّضةً لظاهرة التفريغ الهالي، بحيث يمكن لها أن تتجاوز عتبةً معيّنة، وأن تشكّل لسانَ نورٍ صاعدًا للأعلى.

#### الارتباط
عندما يتّصل قائدٌ هابطٌ إلى الأسفل مع قائدٍ متوفّرٍ صاعدٍ إلى الأعلى تحدث عمليّة تسمى «الارتباط» (ملاحظة 5)، بحيث يمكن أن يتشكّل ممرٌّ ذو مقاومةٍ كهربائيةٍ ضئيلة، ممّا يمكّن من حدوث عملية التفريغ الكهربائي. ساعدت تقنيّات التصوير السريع من الحصول على صورٍ وفيديوهات لعملية الارتباط بالإضافة إلى صورٍ مرئية لقائد برقٍ غير متّصل عند حدوث التشعّب.

#### التفريغ
الضربة المرتدّة

تصوير سريع يظهر أقساماً مختلفةً من وميض برقٍ أثناء مرحلة التفريغ.

عند الارتباط تتشكّل قناةٌ ناقلةٌ لتكون صلةَ وصلٍ بين منطقةٍ ذات شحنةٍ سالبةٍ فائضةٍ في سحابة العاصفة الرعدية وبين شحنةٍ موجبةٍ فائضةٍ في الأسفل، ويحدث هبوطٌ كبيرٌ في المقاومة على طول قناة البرق. في هذه الأثناء، ونتيجةً لذلك تتسارع الإلكترونات بشكلٍ كبير في منطقةٍ تبدأ من نقطة الارتباط وتتوسّع على طول شبكة القائد بسرعاتٍ تعادل أجزاءً من سرعة الضوء. تبدو هذه العملية لمراقبٍ على سطح الأرض على هيئة «ضربة مرتدّة» (ملاحظة 6)، والتي تكون أكثر أقسام وميض البرق ضياءً وملاحَظةً أثناءَ عمليّة التفريغ.
يمرّ تيّارٌ كهربائيٌ كبيرُ الشدّة عبرَ قناة البلازما من سحابة العاصفة الرعدية إلى الأرض ويقوم بتعديل الشحنة الموجبة على الأرض عندما تقوم الإلكترونات بالسَرَيان من نقطة الضربة إلى المناطق المحيطة؛ ممّا يؤدّي في النهاية إلى حدوث فرقٍ في الجهد الكهربائي. بما أنّ الكهرباء تسري بالطرق الممكنة المُتاحة لها والأقلّ مقاومة؛ فإنّ جزءًا من تيّار الضربة المرتدّة يمرّ عبر قناةٍ ويخرج من الأخرى مُكهرِبًا الأشياءَ بما فيها الكائنات الحيّة الموجودة على الأرض، ويحدث ما يعرف باسم الصاعقة.
في بعض الحالات يمكن أن ينشأ وميضُ برقٍ من السحاب إلى الأرض من منطقة ذات شحنة موجبة على الأرض تقع تحت العاصفة. هذا النوع من التفريغ ينشأ عادةً من أعالي الإنشاءات الطويلة مثل هوائيات أبراج الاتصال. إنّ الكمّية الهائلة من التيّار الكهربائي الحاصلة أثناء الضربة المرتدّة، بالإضافة إلى معدّل السرعة الفائق والزمن القصير الذي تحدث فيه العملية يؤدّي في النهاية إلى حدوث فرط إحماء في قناة القائد المكتملة، ممّا يسهم في تشكيل قناة من البلازما ذات موصلية كهربائية مرتفعة. يمكن لدرجات الحرارة في لبّ قناة البلازما أن تتجاوز 50 ألف كلفن؛ ممّا يؤدّي إلى إشعاعها بلون أبيض مزرق. عندما يتوقّف تدفًّقُ التيّار الكهربائي تتبرّد القناة وتتشتّت خلال عشراتِ إلى مئاتِ الملّي ثانية، ثمّ تختفي على هيئة رُقَعٍ مُجَزّئةٍ من غازٍ وَمّاض. تؤدّي عمليّة التسخين فائقة السرعة لغازات الهواء إلى حدوث عملية تمدّد مفاجئة على شكلٍ انفجاري، ممّا يؤدّي إلى حدوث موجة صدمة تُسمَع على هيئة رعد.

#### التكرار
أظهر فحص الفيديوهات فائقة السرعة، إطارًا تِلوَ الآخر، أنّ أغلب ومضات البرق من السحاب إلى الأرض سالب الشحنة تكون مُكوَّنةً من 3 إلى 4 ضرباتٍ فردية، ويمكن أن يصل العدد إلى 30. تكون هناك فواصل زمنية بين الضربات المتكرّرة تتراوح بين 40 إلى 40 ملّي ثانية، بحيث أنّ مناطق أخرى مشحونة في السحابة تقوم في تلك الأثناء بالتفريغ بضرباتٍ متعاقبة. تسبّب الضربات المتكرّرة أحيانًا ظاهرةً مشابهةً لحالة المصباح الاصطرابي الرعّاش.
لِفَهم سبب اتّخاذ ضربات مرتدّة متعدّدة نفسَ قناة البرق ينبغي معرفة وفهم سلوك القائد الموجب؛ إذ أنّ الأخير يضمحلّ بسرعةٍ أكبرَ من القائد السالب. لأسبابٍ ما تزال غير معلومة بالكامل، فإنّ القائد ثنائي الاتجاه يميل لأن يتشكّل على رؤوس قنوات القائد الموجب المضمحلّ، بحيث تحاول فيها النهاية السالبة أن تُعيدَ تأيين شبكة القائد. يسمّى هذا النوع من القائد باسم «القائد المرتد» (ملاحظة 7)، والتي عادةً ما تضمحلّ بشكلٍ سريع بعد تشكلّها. عندما تُتاحُ هناك فرصةٌ للاتصال مع القسم الموصل من شبكة القائد الرئيسية، تبدأ عملية ضربة مرتدّة بحيث يتشكلّ قائد يسمى «القائد الراشق» (ملاحظة 8)، والذي ينتقل بسرعةٍ عائداً على كامل طول القائد الأصلي أو على جزء منه. عندما يحدث هناك اتصال بين القائد الراشق مع الأرض يكون ذلك سببًا للضربات المرتدّة المتعاقبة. بالتالي، فإنّ كلّ ضربةٍ متعاقبةٍ تسبقُها ضربةُ قائدٍ راشقٍ مؤقّتة، والتي لها زمنُ نشوءٍ سريع، ولكنّها ذات شدّة أقلّ من الضربة المرتدّة الأصلية؛ وكلّ ضربةٍ متعاقبةٍ عادةً ما تعيد استخدام قناة التفريغ المستخدمة من الضربة التي سبقتها، إلّا أنّ القناة يمكن أن تتعرّض للانزياح عن موقعها السابق لأن الريح تزيح القناة الساخنة.

#### البرق السالب والبرق الموجب
حسب اتجاه حركة الإلكترونات يمكن التمييز بين البرق السالب والبرق الموجب. على العكس من الاعتقاد الشائع فإنّ البرق الموجب لا ينشأ بالضرورة من منطقة السندان أو المنطقة العليا موجبة الشحنة، ولا يتشكل في المنطقة الخالية من المطر خارج السحابة الرعدية. هذا الاعتقاد يعود منشَؤُهُ إلى الفكرة المندثرة أنّ قائد البرق هو أحادي القطبية بطبيعته، وأنه ينشأ من منطقة الشحنة الموافقة. تميل صواعق البرق الموجبة لأن تكون أشدّ من نظيرتها السالبة، بالتالي فإنّ صواعق البرق الموجب أكثر خطورة من نظيرتها السالبة، وخاصّةً في احتمالية إشعال الحرائق. كما وُجدَ أنّ البرق الموجب هو المسبّب لحدوث ومضات البرق الصاعدة للأعلى من قمم الأبنية المرتفعة، وهو غالباً المسؤول عن بداية تشكّل بروق العفاريت في طبقات الغلاف الجوّي العليا على ارتفاعٍ يصل إلى عشرات الكيلومترات فوق سطح الأرض.
تميل البروق الموجبة لأن تتشكّل بشكلٍ أكبر في العواصف الثلجية، كما هو الحال مثلًا في العواصف الرعدية الثلجية؛ وأثناء الأعاصير القُمعية (الدوّامية)؛ وأثناء مرحلة تبدُّد العواصف الرعدية.
اقتُرحَت ستّ نظريات مختلفة عن تشكّل البرق الموجب الهابط إلى الأرض من السحاب:
- هبوب ريحٍ شاقوليةٍ (عموديةٍ) تقوم بإزاحة منطقة الشحنة الموجبة أعلى سحابة العاصفة الرعدية ممّا يكشفها ويعرّضها إلى سطح الأرض.
- فقدان المنطقة المشحونة السفلى أثناء مرحلة تبدّد العاصفة الرعدية، ممّا يترك المنطقة موجبة الشحنة مسؤولةً عن تشكّل البرق.
- حدوث ترتيب معقّد من المناطق المشحونة داخل سحابة العاصفة الرعدية، ممّا ينتج عنه تشكّل «ثنائي قطب معكوس»، تكون فيه المنطقة سالبة الشحنة الرئيسية فوق المنطقة موجبة الشحنة، بدلاً من أن تكون أسفلها كما هو شائع.
- أن توجد على غير العادة منطقةٌ ذات شحنةٍ موجبةٍ كبيرةٍ في سحابة العاصفة الرعدية.
- حدوثُ قطعٍ في قائدٍ سالبٍ ممتدٍّ عن قناته الأصلية، ممّا يؤدّي إلى تشكيل قائدٍ جديدٍ ثنائيٍّ الاتّجاه تقوم فيه النهاية الموجبة بتشكيل وميض البرق، والذي يُشاهد عادةً في «ومضات السندان» أو «ومضات العنكبوت الزاحف».
- أن يتفرّع البرق الموجب من وميض برقٍ داخل السحاب.

## الخواص
الزمن

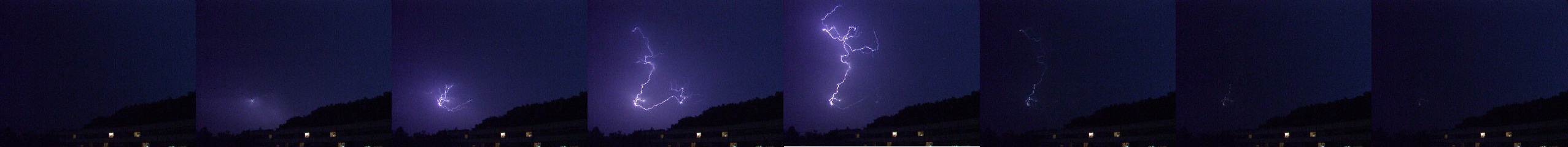
صورة متسلسلة للبرق (المدّة: 0.32 ثانية)

يتطلّب تشكيل قنوات دليل البرق وحدوث عمليات التفريغ الثانوية حوالي 10 ميلّي ثانية (0.01 ثانية)؛ في حين أنّ عملية التفريغ الرئيسية تتمّ خلال 30 ميكروثانية فقط (0.00003 ثانية). تحتاج عملية تفريغ جديدة وسطياً إلى فاصلٍ زمنيٍّ بتراوح بين 30 - 50 ميلّي ثانية (0.03 - 0.05 ثانية).
السرعة
وسطياً فإنّ سرعة البرق تتراوح بين عُشْر إلى ثلث سرعة الضوء، إذ تبلغ معدّل سرعة تيّارات الضربة المرتدّة حوالي 100 ألف كيلومتر/الثانية. وجد الباحثون في جامعة فلوريدا أنّ السرعات النهائية لومضات البرق أحادية الأبعاد من مجموع 10 ومضات تتراوح بين 1.0×105 و 1.4×106 م/ثا بمتوسّط مقداره 4.4×105 م/ثا. وهو ما تستطيع العين المجرّدة تتبُّعَه إلى حدٍّ ما في مرحلة تشكّل قائد البرق، فالسرعات تصل إلى 300 كيلومتر في الثانية وذلك يعادل واحد على الألف من سرعة الضوء.
القطبية
يمكن للبرق المتشكّل من السحاب إلى الأرض أن يكون إمّا سالباً أو موجباً. ففي البرق السالب تنتقل الشحنة الكهربائية السالبة إلى الأرض على شكل إلكتروناتٍ على طول قناة البرق؛ أمّا في حالة البرق موجب الشحنة فتنتقل الإلكترونات من سطح الأرض باتجاه الأعلى على طول قناة البرق تاركةً وراءَها شحنةً موجبةً على سطح الأرض.
إلّا أنّ أغلب البروق الملاحَظة هي سالبة الشحنة، فالبرق موجب الشحنة أقلّ شيوعاً، وهو يمثّل ما نسبته أقلّ من 5% من كافّة ضربات البرق والصواعق. تتشكّل أثناء البروق الموجبة كمّيّات ضخمة من موجات الراديو ذات التردّد متطرّف الانخفاض (ELF)).
الطول
يختلف طول البرق حسب نوعه، فيبلغ متوسّط طول البرق السالب من 1 - 2 كم في المناطق المدارية؛ أمّا في المناطق الاستوائية فيتراوح طوله من 2 - 3 كم. بالمقابل فإن البرق الموجب له طول أكبر قد يصل إلى 10 كم، حيث يمتدّ من المناطق العليا للمزن الركامي. أمّا البرق بين السحاب فقد يتراوح طوله من 5 - 7 كم. قد تكون هناك حالات استثنائية يبلغ فيها طول وميض البرق قيماً كبيرةً جداً، كما حصل في إحدى المشاهدات فوق أوكلاهوما في الولايات المتحدة، إذ وصل طول البرق أفقياً إلى 321 كم.
شدّة التيّار الكهربائي
يبلغ متوسّط شدّة التيّار الكهربائي للضربة المرتدّة من 20 - 30 كيلوأمبير (30000 أمبير)، وذلك لوميض برقٍ نمطيٍّ ذي شحنةٍ سالبةٍ من السحاب إلى الأرض. قد تتالى عمليات التفريغ إثرَ بعضها بشكلٍ كبير قد يصل عددُها إلى حوالي 40 مرّة؛ يمكن اعتبار البرق حينها تيّاراً مستمرّاً نبّاضاً (مزيجٌ من تيّار مستمرّ ومتناوب) قصير الأجل.
تحمل ضربة البرق السالب وسطياً تيّاراً كهربائياً شدّته حوالي 30 ألف أمبير؛ وتنقل حوالي 15 كولوم من الشحنة الكهربائية؛ وحوالي 500 جول من الطاقة. يمكن أن تصل تلك المقادير في حالة الضربات القويّة من البرق السالب إلى 120 ألف أمبير و350 كولوم. بالمقابل، فإنّ شدّة البرق الموجب تبلغ وسطياً حوالي ضعفَ قيمة التيّار الأعظمي لوميض برقٍ سالبٍ نمطيّ، ويمكن أن تصل فيه شدّة التيّار الأعظمية إلى حوالي 400 ألف أمبير وكمّيّة شحنة تصل إلى عدّة مئاتٍ من الكولوم. بالإضافة إلى ذلك، فإنّ ومضات البرق الموجب ذات القيمة المرتفعة من شدّة التيّار عادةً ما تليها تيّارات أخرى طويلة الأمد نسبياً، وهي ظاهرةٌ لا تشاهد في ومضات البرق السالب.
المغناطيسية
من المعروف فيزيائياً أن حركة الشحن الكهربائية تولّد حقلاً مغناطيسياً؛ وهو ما يلاحظ عند حدوث البرق وضربات الصواعق، حيث تمرّ تيّارات تكون قادرةً على مغنطة الأجسام التي تمرّ عبرها، وتعرف هذه الظاهرة باسم المغناطيسية المتبقيّة من تحريض البرق (اختصاراً LIRM). تمرّ تلك التيّارات بمساراتٍ لها أقلّ مقاومةٍ ممكنة، وغالباً بشكلٍ أفقيٍّ بالقرب من السطح؛ ولكنّها تكون شاقوليةً في بعض الأحيان الأخرى، خاصّةً عند وجود أجسام باطنية مثل الخامات أو المياه الجوفية، والتي تؤمّن مساراتٍ ذات مقاومة أقلّ من التي على السطح. تقول إحدى النظريات أن حجر المغناطيس كان قد تشكّل بفعل هذه الظاهرة.
من الممكن رسم توزيع خرائطي لحالات المغنطة المتبقية بتحريض البرق، والإثبات التحليلي أن البرق كان في تلك الحالات مصدراً للمغنطة؛ بالإضافة إلى إمكانية تقدير قيمة التيّار الأعظمي لتفريغ البرق الكهربائي.

## الأنماط / الأشكال الظاهرية

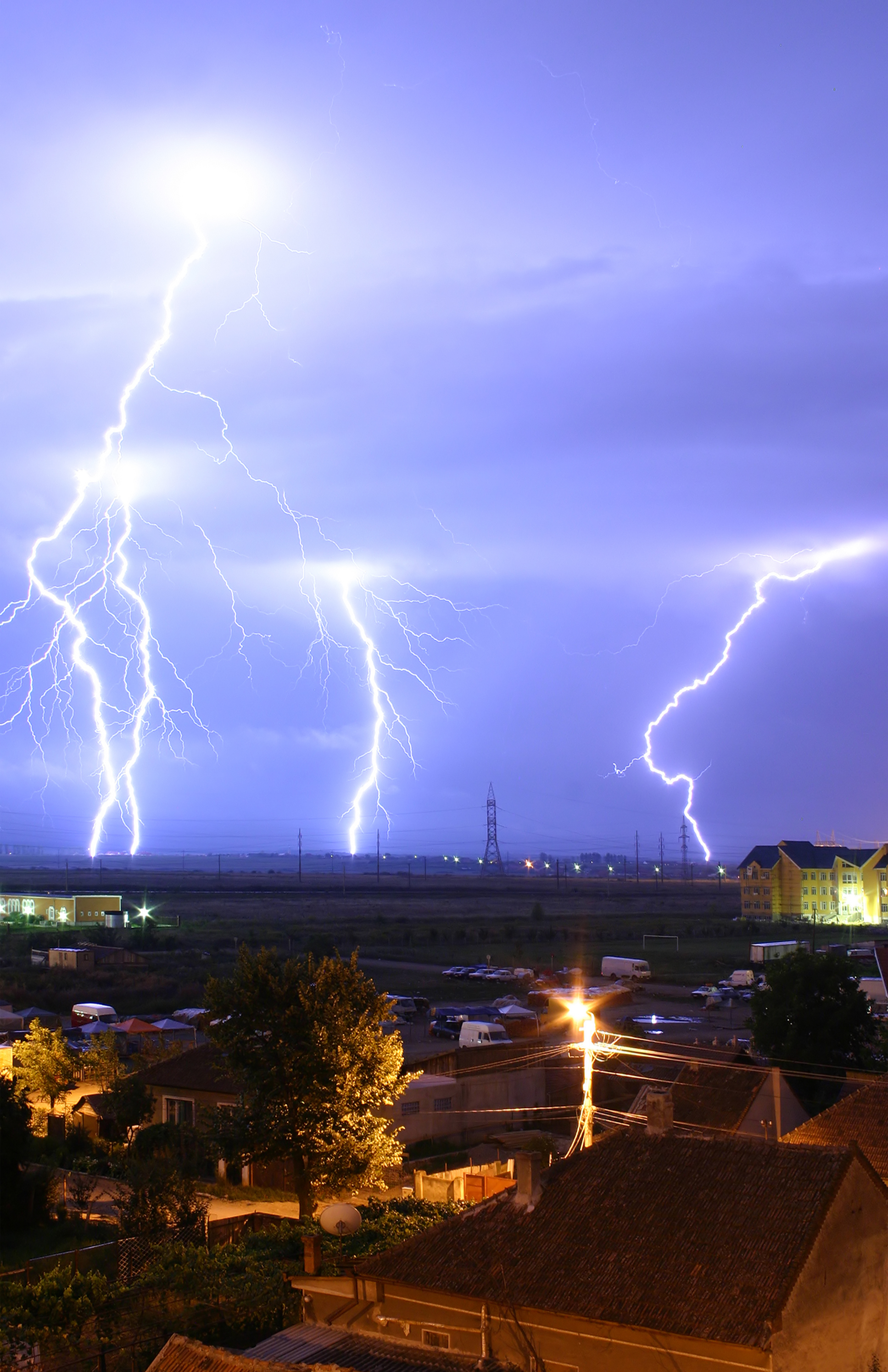
برق من السحاب إلى الأرض.

هناك ثلاثة أنماط رئيسية للبروق، والتي تختلف فيما بينها بمكان نهاية قناة وميض البرق:
- داخل السحاب: وهو برق يتشكّل داخل سحابة العاصفة الرعدية.
- بين السحب: وهو برق يبدأ من سحابة عاصفة رعدية وينتهي بسحابة عاصفة رعدية أخرى
- من السحاب إلى الأرض: وهو برق يتشكّل داخل سحابة العاصفة الرعدية وينتهي على سطح الأرض.

هناك تحويرات لكلّ نمط، مثل وجود ومضات برق موجبة وسالبة، والتي تختلف بخواصّها وميّزاتها الفيزيائية عن بعضها.

### برق من السحاب إلى الأرض

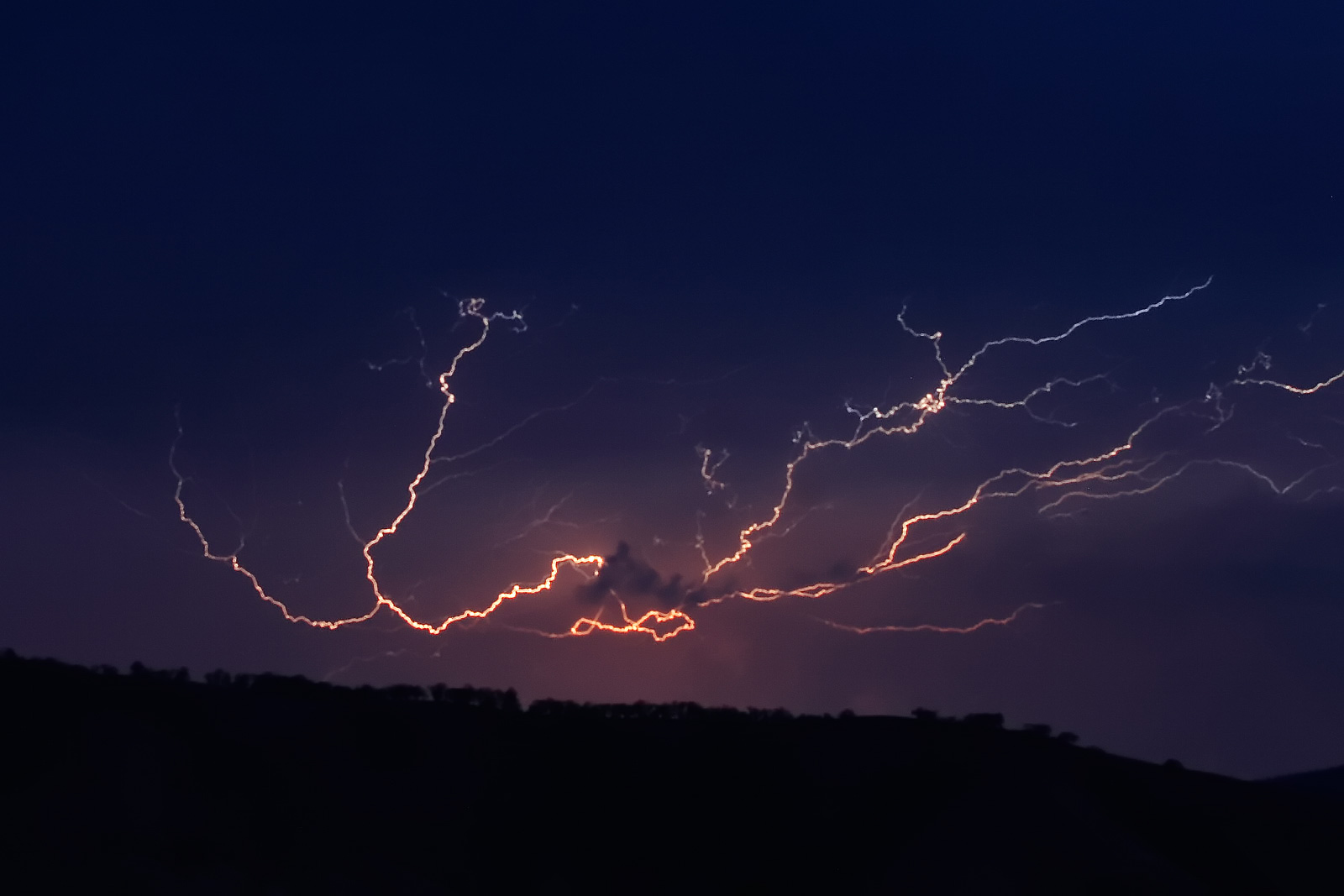
مساراتٌ متعدّدة لبرقٍ بين السحاب؛ كما شوهدت في أستراليا.

يتشكّل البرق من السحاب إلى الأرض من سحابة العاصفة الرعدية وينتهي على سطح الأرض. يبدأ تشكّل هذا النمط من قائد متدرّج هابط إلى الأسفل من السحابة، والذي يمكن أن يلتقي مع لسان نور صاعد من سطح الأرض.
يعدّ هذا النمط أقلّ أنواع البروق شيوعاً من حيث تكرارية التشكّل، ولكنّه بالمقابل أكثرها دراسةً بحكم سهولة إجراء الأبحاث عنه، لأنّه ينتهي على جسم فيزيائي صلب، ممّا يمكّن من تتبُّعِه وقياسه بالأجهزة على الأرض. من جهة أخرى، فإنّه أكثر أنماط البروق خطورةً على الأشخاص والممتلكات عندما يحدث التفريغ على شكل صاعقة.
تُرَى عمليّة التفريغ الكلّية على هيئة وميض، وتتألّف من عدّة مراحل تتضمّن الانهيار الأولي والقائد المتدرّج ومرحلة اتصال أكثر من قائد مع بعض والضربات المرتدّة والقائد الراشق والضربات المرتدّة المتعاقبة.

### البرق داخل السحاب والبرق بين السحب
يمكن لوميض البرق أن يتشكّل وأن يبقى ضمن الحيّز المكاني في محيط سحابة العاصفة الرعدية من غير أن يصل إلى الأرض؛ ويمكن التمييز بين نمطين هنا: الأوّل عندما يحدث التفريغ الكهربائي بين منطقتين مختلفتين بالكمون الكهربائي داخل السحابة نفسها، ويعرف باسم برق داخل السحاب؛ والثاني عندما يحدث التفريغ بين سحابتين منفصلتين ومتجاورتين، ويعرف باسم برق بين السحب.
يعدّ نمط البرق داخل السحاب أكثر أنماط البروق شيوعاً؛ وهو يحدث غالباً بين القسم العلوي للسحابة السندانية المشكِّلَة لسحابة العاصفة الرعدية والقسم السفلي لها.

### أنماط شكلية

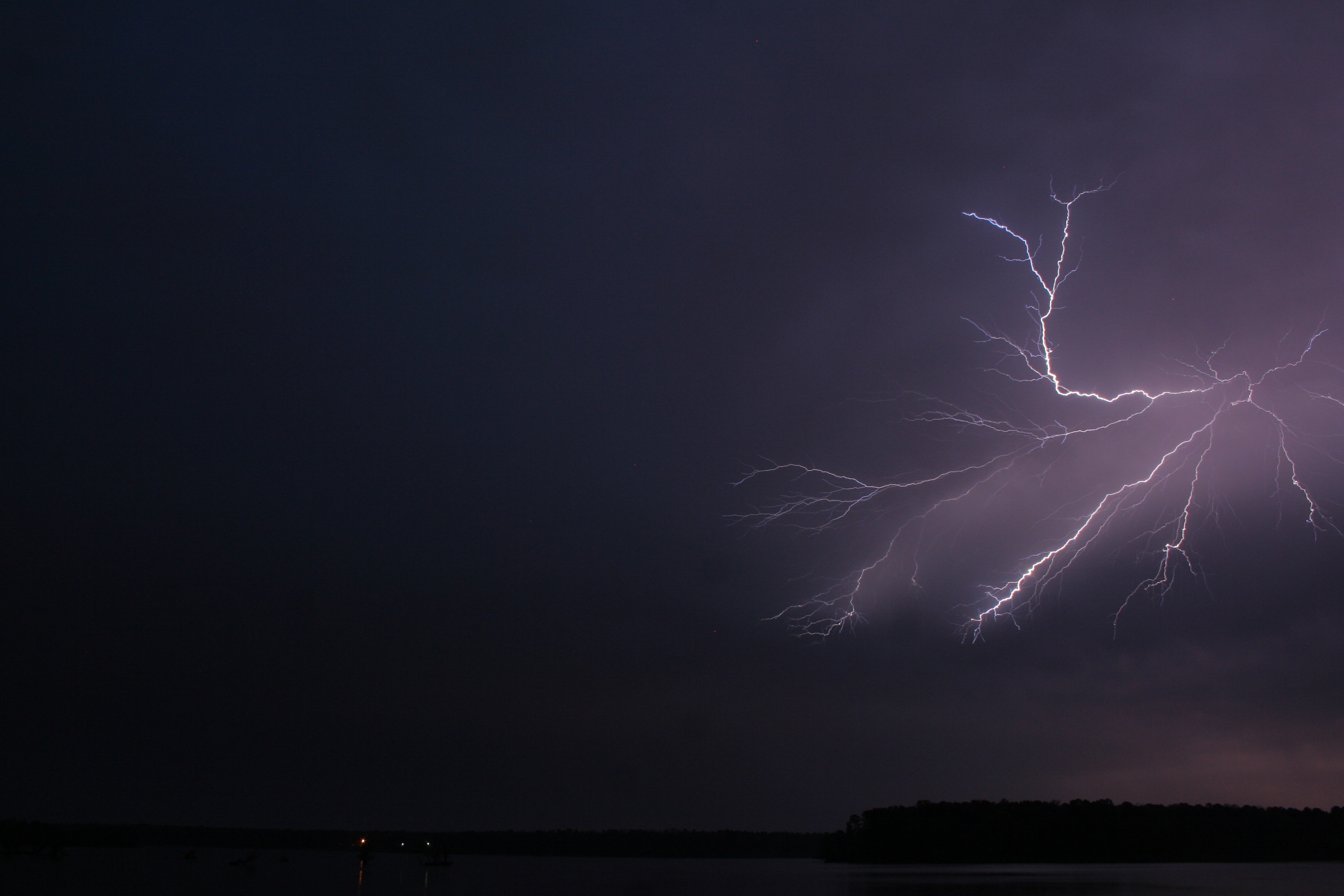
برق سنداني زاحف؛ كما شوهد في ولاية تكساس الأمريكية.

- برق سنداني زاحف (ملاحظة 9) والذي يسمّى أيضاً «برق العنكبوت»؛ وهو يتشكّل عندما ينتشر قائد البرق أفقياً بشكل مفرط عبر مناطق مشحونة داخل عاصفة رعدية معتّقَة، وهي عادةً المناطق المتراصفة لأنظمة الحمل الحراري متوسّطة الشمول. تبدأ ومضات البرق السنداني الزاحف بعمليّة تفريغ داخل السحاب داخل منطقة الحمل الحراري، ثُمَّ ما تلبَث نهاية قائد البرق السالب بأن تنتشرَ بشكلٍ جيّدٍ في المناطق المتراصفة المذكورة. إذا أصبحَ القائد طويلاً، يتفرّع حينها إلى قنواتٍ متعددّةٍ ثنائيةِ الاتّجاه، تمثّل كلّ منها قائداً جديداً. عند حدوث ذلك، فإنّ النهاية الموجبة لقائد البرق المتفرّع يمكن أن تضرب الأرض بوميض برقٍ موجبٍ من السحاب إلى الأرض، أو أن تزحفَ على الطرف السفلي لسحابة العاصفة الرعدية. يمكن لومضات البرق السنداني الزاحف الأرضية أن تنقل كمّيّاتٍ كبيرةٍ من الشحنة الكهربائية، كما يمكن لها أن تسبّب ومضات برق متّجهة للأعلى، وومضات برقٍ في طبقات الجوّ العليا.[24]
- البرق الكروي، وهو ظاهرة يمكن أن تشاهد في الغلاف الجوّي، وذلك وفقاً لشهود عيان، إلّا أنّ طبيعتها الفيزيائية ما تزال محطَّ خلاف؛ إذ أنّها لم تلاحظ إلّا بشكلٍ نادرٍ جدّاً من متخصّصي الأرصاد الجوّية.[49][50] يشير المصطلح إلى تقارير عن أجسام كروّية مضيئة تتفاوت أقطارها من عدّة سنتيمترات مثل قطر حبّة البازلاء إلى عدّة أمتار.[51] يمكن للبرق الكروي أن يترافق مع العواصف الرعدية، ولكنّه على العكس من وميض البرق، والذي يدوم فقط لبضع أجزاءٍ من الثانية، فإنّ البرق الكروي يمكن له أن يدوم لعدّة ثوانٍ. بالنهاية، ما تزال الأدلّة والبيانات العلمية عن البرق الكروي شحيحةً، نظراً لعدم شيوعه ولصعوبة التنبّؤ بتشكّله؛ ويعتمد افتراض وجوده على مشاهدات للعوام.[52]
- برق خرزي (ملاحظة 10) (أو برق عقد اللؤلؤ) وهو مرحلة اضمحلال قناة البرق بحيث يتجزّأ ضياء القناة إلى قطاعاتٍ متفرّقة؛ وهي ظاهرة تحدث تقريباً في كلّ تفريغ عندما تتبرّد القناة فجأةً بعد ضربة مرتدّة. بالتالي يمكن اعتبارُ ظاهرةِ البرق الخرزي مرحلةً من مراحل تفريغ البرق العادي، أكثرَ من كونها نمطاً خاصّاً بحدّ ذاته، وهي من الميّزات التي تحدث على نطاقٍ صغير، بالتالي فإنّها لا تبدو بشكل واضح إلّا عندما تكون كاميرا المصوّر المراقب قريبةً من مكان تشكّل البرق.[53]
- برق من السحاب إلى الهواء، وهو وميض يخرج فيه قائد برق ثنائي الاتجاه خارج السحابة من غير أن يُحدِثَ وميضاً إلى الأرض. وتُلاحظ تلك الومضات في برق الغلاف الجوّي العلوي على هيئة تياراتٍ نفّاثةٍ زرقاء وعملاقة في طبقة الغلاف الأيوني، حيث يصعد وميض تلك البروق من أعلى سحابة العاصفة الرعدية بسرعة تصل إلى 100 كيلومتر في الثانية إلى ارتفاعات تصل إلى 50 كم.[54]
- البرق الجافّ، وهو تعبير يستخدم لوصف وميض البرق عندما يحدث من غير هطول. يعدّ هذا النمط من المسبّبات الطبيعية الرئيسية لحرائق الغابات.[55]
- برق عديم الرعد، وهو وميض برقٍ يبدو من غير أن يرافقه رعد بالعادة، وذلك لملاحَظَته من مكانٍ بعيدٍ عن مكان العاصفة الرعدية، بحيث أنّ الموجات الصوتية تتشتّت قبل أن تصل أسماع المراقب.[56] يدعى هذا النمط في اللغة الإنجليزية بشكل مغلوط باسم Heat lightning.[57]
- برق شريطي (ملاحظة 11) وهو يحدث في العواصف الرعدية ذات رياح متعامدة قوية وضربات مرتدّة متعدّدة، بحيث أنّ هبوب الرياح يؤدّي إلى انزياح الضربة المرتدّة قليلاً إلى جانب الضربة السابقة، مسبّباً هذه الظاهرة البصرية.[58]
- برق صاروخي (ملاحظة 12) وهو نمط من أنماط تفريغ داخل السحاب، بحيث يحدث عادةً بشكلٍ أفقي وعلى قاعدة سحابة العاصفة الرعدية، وتبدو فيه القناة المضيئة كأنّها تتقدّم في الهواء بشكلٍ متقطّع وبسرعةٍ ملحوظة.[59]

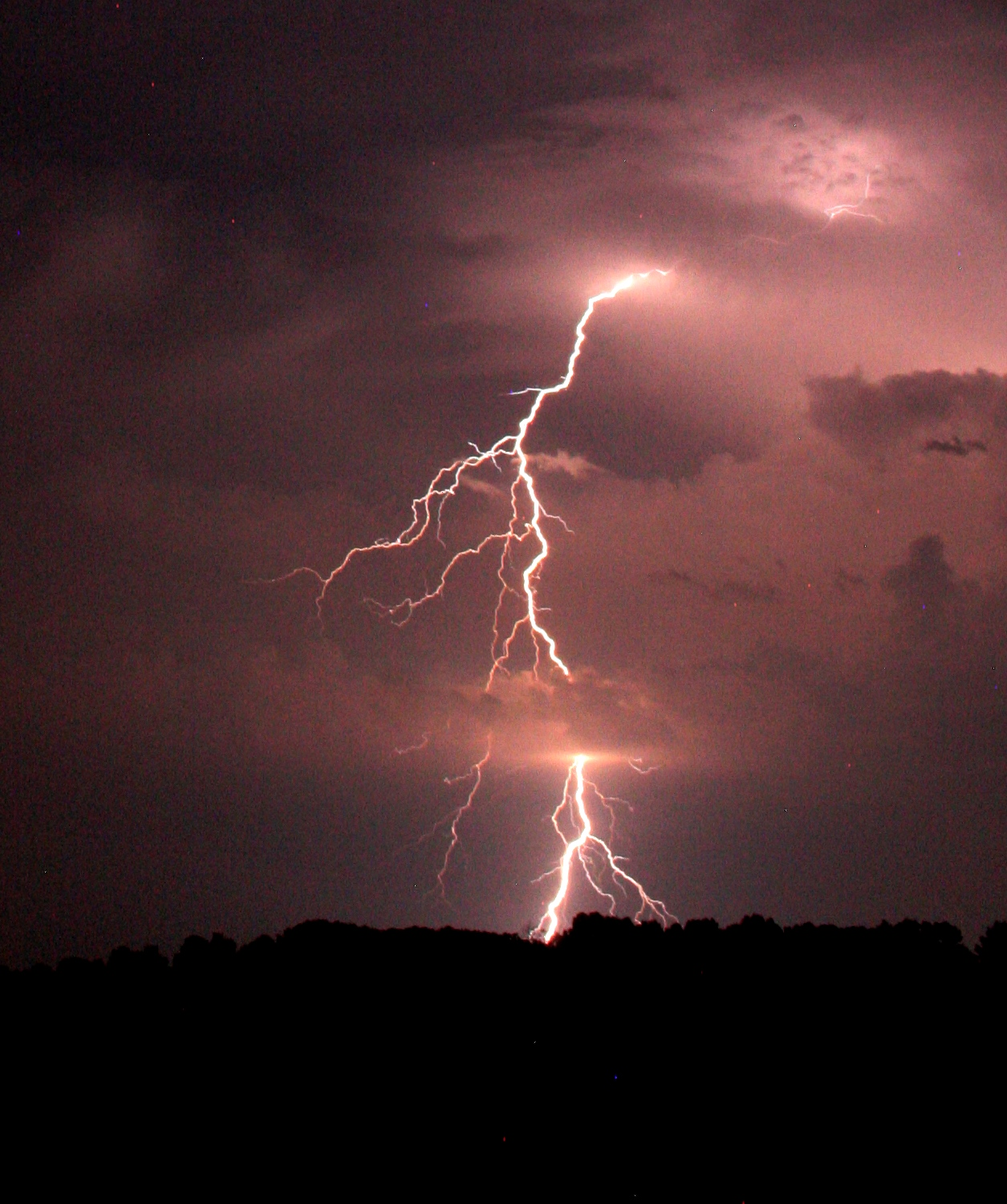
وميض برق من النمط المتقطّع؛ كما شوهد في ولاية تكساس الأمريكية.

- برق صفحي[60] (ملاحظة 13) وهو برق بين السحاب له سطوع منتشر على سطح السحابة، ويبدو كذلك لأن مسار التفريغ الفعلي إمّا أن يكون مخبّأً أو بعيداً جدّاً. لا يظهر وميض البرق للمراقب، ولكن يبدو على شكل صفيحة أو طبقة من الضوء.
- البرق المتقطّع، (ملاحظة 14) وهو نوع من أنواع البروق من السحاب إلى الأرض يتميّز بأنّ ضربته قصيرة جداً، حيث يبدو غالباً على شكل وميضٍ منفردٍ شديد السطوع ذي تفرّعات كثيرة نسبياً.[61] يلاحظ هذا النمط الشكلي للبرق في المناطق القريبة من الأعاصير متوسّطة الشمول ذات العواصف الرعدية الدوّامية مع وجود تيّارات هوائية صاعدة. يلاحظ نمطٌ مشابهٌ في ضربات البرق بين السحب، والتي تتألّف من وميضٍ قصيرٍ فوق منطقة صغيرة، والتي غالباً ما تكون أيضاً متأثّرةً بتيّارٍ هوائيٍ دوّار وصاعد.[62]
- صاعقة فائقة (ملاحظة 15) وهي صواعق لا تتميّز من حيث الشكل إنّما من حيث استطاعة التفريغ الكهربائي، إذ تصل فيها إلى حوالي 100 غيغاوات، إذ أنّ أغلب الصواعق وضربات البرق تصل فيها الاستطاعة إلى حوالي 1 غيغاوات. تبلغ نسبة احتمالية حدوث وميض البرق الفائق واحدة من 240 ضربة. يمكن لضربة الصاعقة الفائقة أن تكون موجبة أو سالبة الشحنة، ويمكن مقارنتها من حيث نسبة نوع الشحنة إلى ما هو الحال في البرق العادي.[63][64]

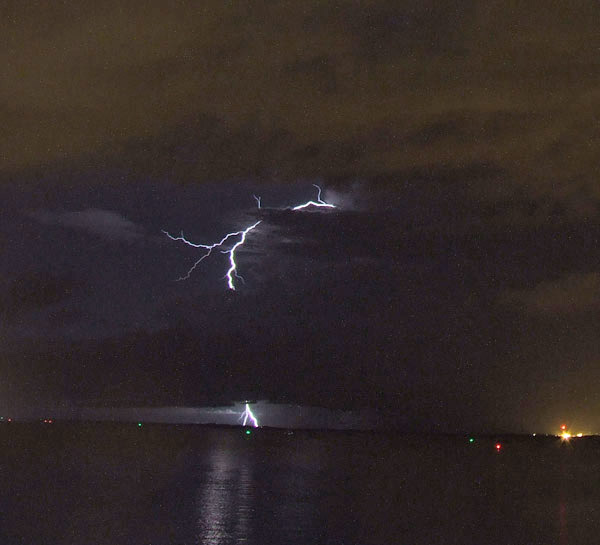
برق متّصل متشكّل من سحابة سندانية وهو يهبط عبر طبقةٍ صافيةٍ من الهواء ومن خلال سحابة أخرى إلى الأرض.

- البرق الصاعد (ملاحظة 16) (أو البرق من الأرض إلى السحاب) وهو وميض برق ينشأ من أعالي المنشآت والأجسام المرتفعة المؤرَّضة وينتشر إلى الأعلى من تلك النقطة. يتشكّل هذا النمط من البرق نتيجةً لحدوث وميض برق سابق، وخاصّةً من نمط برق العنكبوت (السنداني الزاحف)، ويمكن أن ينشأ بشكلٍ متزامنٍ من نقاط مؤرَّضة متعدّدة ومتجاورة.[65] تلاحظ الظاهرة الأخيرة خاصّةً في موسم الشتاء البارد في العواصف الرعدية الثلجية.[66]
- برق الجو الصافي (ملاحظة 17) ويبدو فيه وميض البرق متّصلاً من سحابة العاصفة الرعدية (المزن الركامي) عبر طبقة من الهواء خالية من الغيوم واصلاً إلى سطح الأرض. كان يُعتقَد في البداية أنّها بروق موجبة، إلّا أنّ الرصد بيّن أن تلك الومضات هي ومضات سالبة الشحنة، حيث تبدأ من ومضات برق داخل السحاب، ثم يخرج القائد السالب من السحابة من منطقة الشحنة الموجبة، قبل أن يخرق طبقة الهواء الصافية الخالية من السحاب ويضرب الأرض بعيداً.[67][68] يسمّى هذا النمط أيضاً برق من السماء الزرقاء (ملاحظة 18)؛[69] ويلاحظ النمط الموجب منه في البيئات ذات هبوب رياحٍ قويّة، بحيث تنزاح المنطقة موجبة الشحنة لسحابة العاصفة الرعدية عن منطقة الهطول.[70]

### البرق البركاني

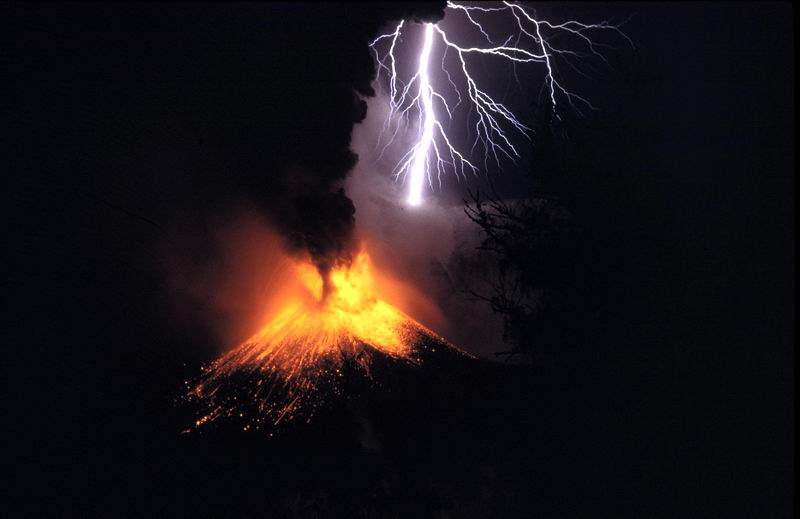
تصاعد الانبعاثات البركانية إلى الهواء يمكن أن يسبّب البرق البركاني.

يسبّب النشاط البركاني حدوثَ البرق، والذي يدعى حينها ويخصّص باسم البرق البركاني؛ إذ أنّ الكمّيّات الضخمة من الرماد البركاني والانفجارات الغازية المطروحة إلى الغلاف الجوّي تؤدّي إلى تشكيل نفثة أو غمامة بركانية من الجسيمات المعلّقة في الهواء. ونظراً لكثافة الرماد المرتفعة وللحركة المستمرّة داخل الغمامة البركانية تتولّد شحنة كهربائية نظراً للاحتكاك؛ ممّا يؤدّي إلى تشكّل ومضاتِ برقٍ متكرّرة عندما تحاول الغمامة أن تعدّل شحنتها الكهربائية.
لوحظت ظاهرة البرق البركاني منذ القدم، فقد دوّنها بلينيوس الأصغر أثناء ثوران جبل فيزوف سنة 79 للميلاد. وحديثاً لوحظ تشكّل شرارات كهربائية قرب الصهارة البركانية المنبثقة حديثاً، ممّا يدلّ على الشحنة الكهربائية المرتفعة لها حتى قبل أن تدخل الجسيمات إلى الغلاف الجوّي.

### ظواهر متعلّقة بأنشطة بشرية
وُجدَ أنّ انفجار القنبلة الهيدروجينية يقوم بتحفيز تشكّل ومضات البرق داخل سحابة الانفجار الضخمة وذلك بسبب تزويد مواد إضافية تؤمّن الموصلية الكهربائية. بالإضافة إلى ذلك، فإنّ إشعاعات غاما الشديدة الصادرة عن الانفجارات النوويّة يمكن لها أن تشكّل مناطق مشحونة للغاية في حيّز الفراغ المحيط لمكان الانفجار عبر ظاهرة كومبتون. تقوم تلك المناطق المشحونة بتوليد ومضات البرق الناتجة عن التفريغ بعد فترةٍ قصيرةٍ من الانفجار.
وُجدَ أيضاً أنّ مسار التكاثف خلف الطائرات النفاثة قد يؤدّي في حالات نادرةٍ إلى التسبّب في تشكّل البرق، إذ يمكن لها أن تؤمّن مساراً من جزيئات بخار الماء ذي مقاومة أدنى في الهواء، ممّا يمهّد لتشكيل مسار أيوني ليَمُرَّ وميض البرق عبره. من الظواهر الأخرى القريبة من ذلك أيضاً ظاهرة شرر القديس إلمو، حيث تحدث عمليّات تفريغ جزئي قد تتطوّر إلى حدوث تفريغ كامل على هيئة وميض برق.

## الآثار

### الصواعق

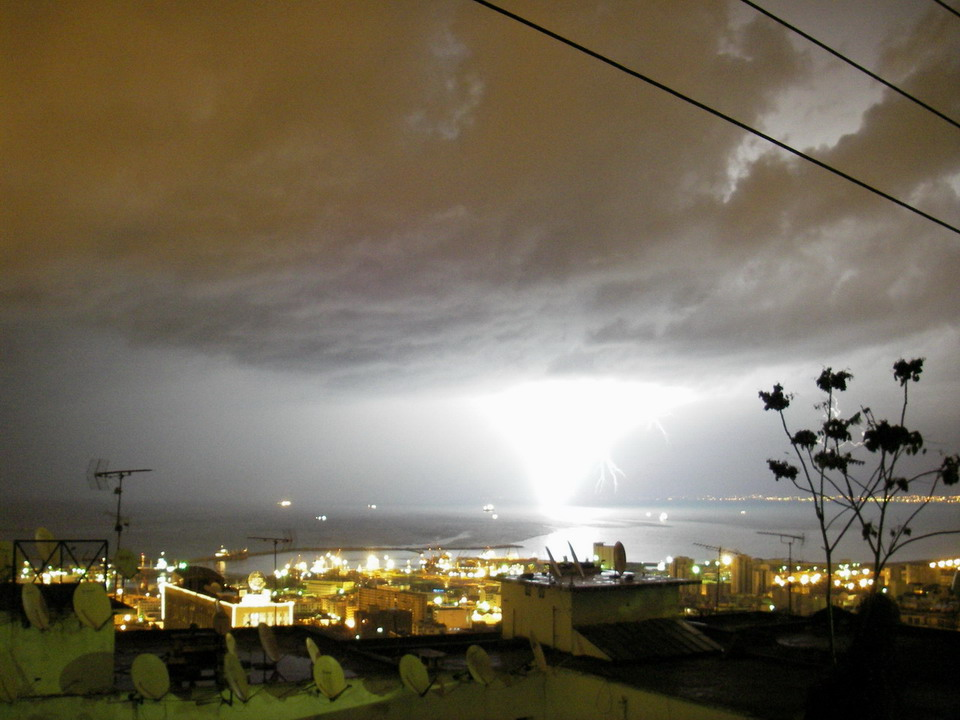
صاعقة، كما شوهدت في الجزائر العاصمة.

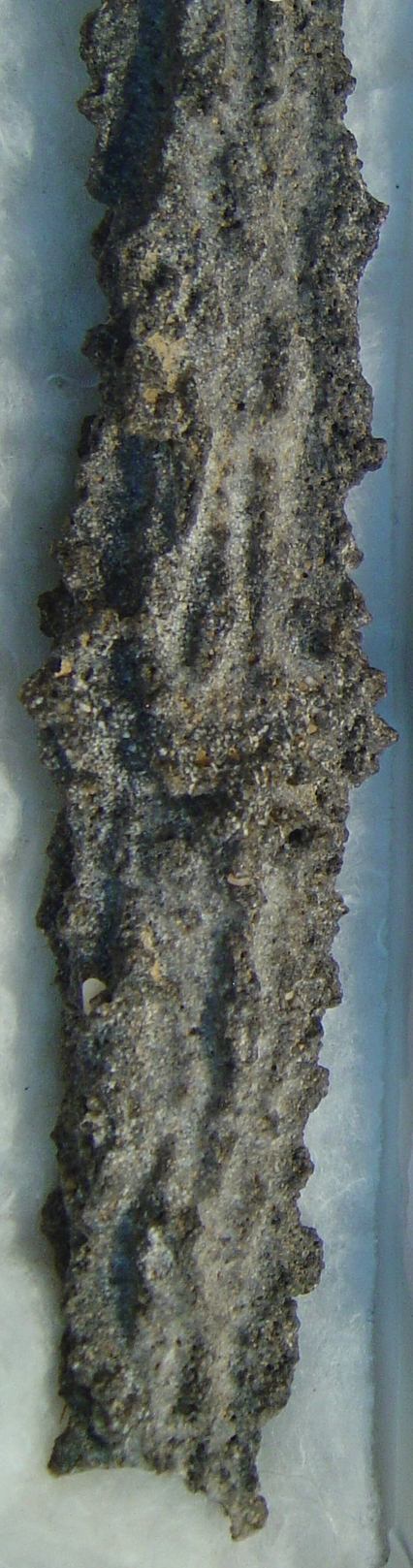
باروق (عيدان الصواعق)

عندما تضرب الصاعقة يتشكّل فرق جهد كبير جدّاً ويأخذ الوميض حينها شكلاً كروياً بالقرب من مركز سحابة العاصفة الرعدية، ثمّ عند اقترابه من الأرض يصبح شكله مخروطياً. يختلف وميض الصاعقة من حيث المساحة والعمق حسب شدّة التفريغ الكهربائي. تخضع الأجسام التي تُصعَق إلى درجات حرارة مرتفعة جدّاً، بالإضافة إلى كمّيّاتٍ ضخمةٍ من القوى الكهربائية، ممّا قد يؤدّي إلى تفحّمها، فعند نزول الصاعقة على شجرة، تكون الحرارة كافية لتبخير النسغ فيها، ممّا يؤدّي إلى توسّع مفاجئ في القنوات بسبب البخار، ثم لا تلبث أن تنتهي العملية بانقصاف جذع الشجرة. عندما تضرب الصاعقة الأراضي الرملية يمكن للرمل المحيط بقناة البلازما أن ينصهر، مشكّلاً حينها بنىً لها شكل يشبه الأنابيب المجوّفة، تدعى البواريق (مفردها باروق) أو تدعى عيدان الصواعق.
تلعب الصواعق دوراً مهمّاً في دورة النتروجين عدما تؤكسد جزيئات النتروجين ثنائية الذرّة في الهواء إلى أكاسيد النتروجين، والتي تهبط مع الهطول إلى التربة، لتتحوّل لاحقاً إلى أمونيا، ممّا يساعد في تسميد التربة طبيعياً. تسمّى تلك العملية تثبيت النتروجين.

#### الأضرار على الممتلكات

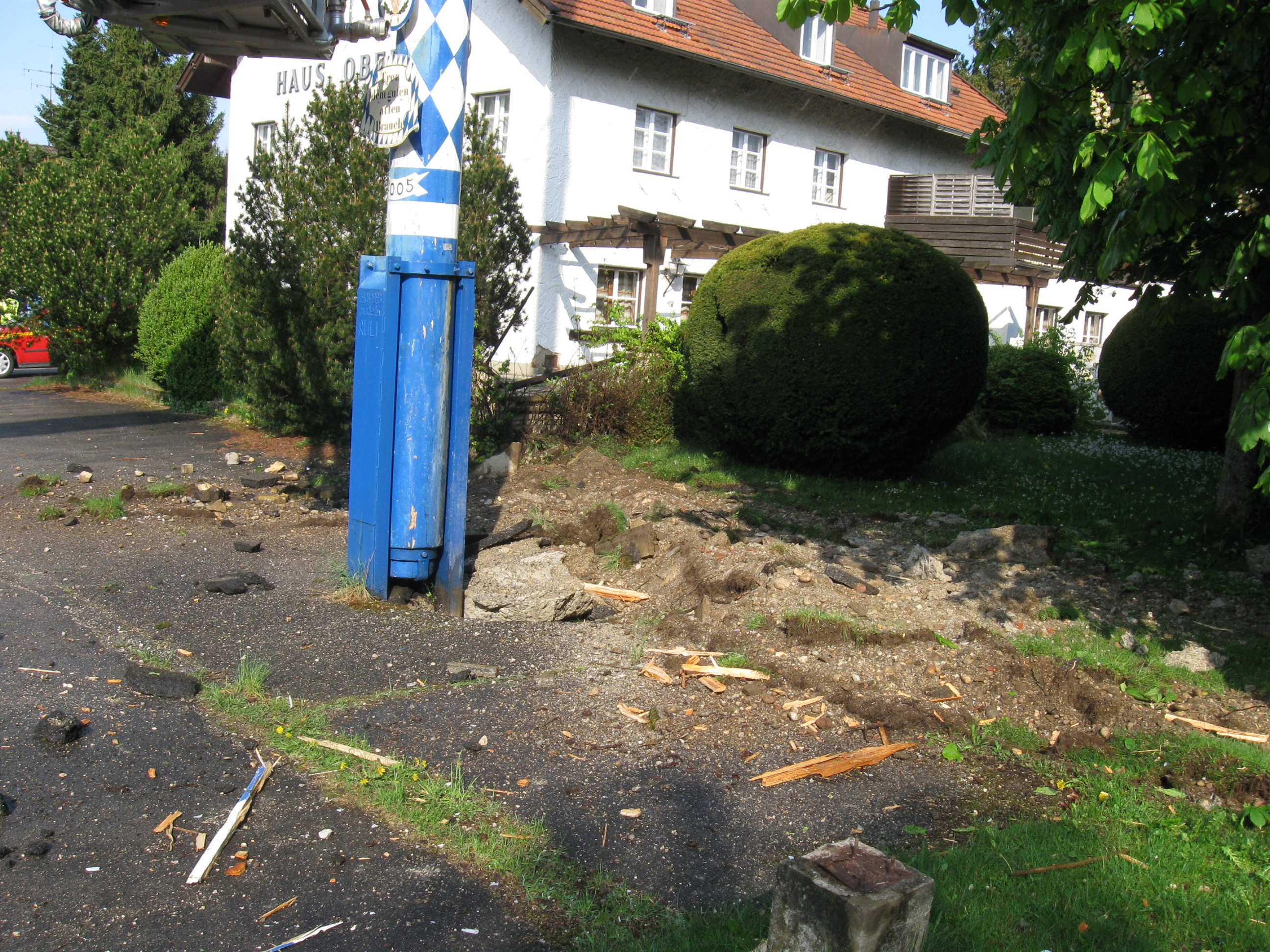
ضربة صاعقة على سارية مايو تسبّبت بأضرارٍ ثانويةٍ خارجية

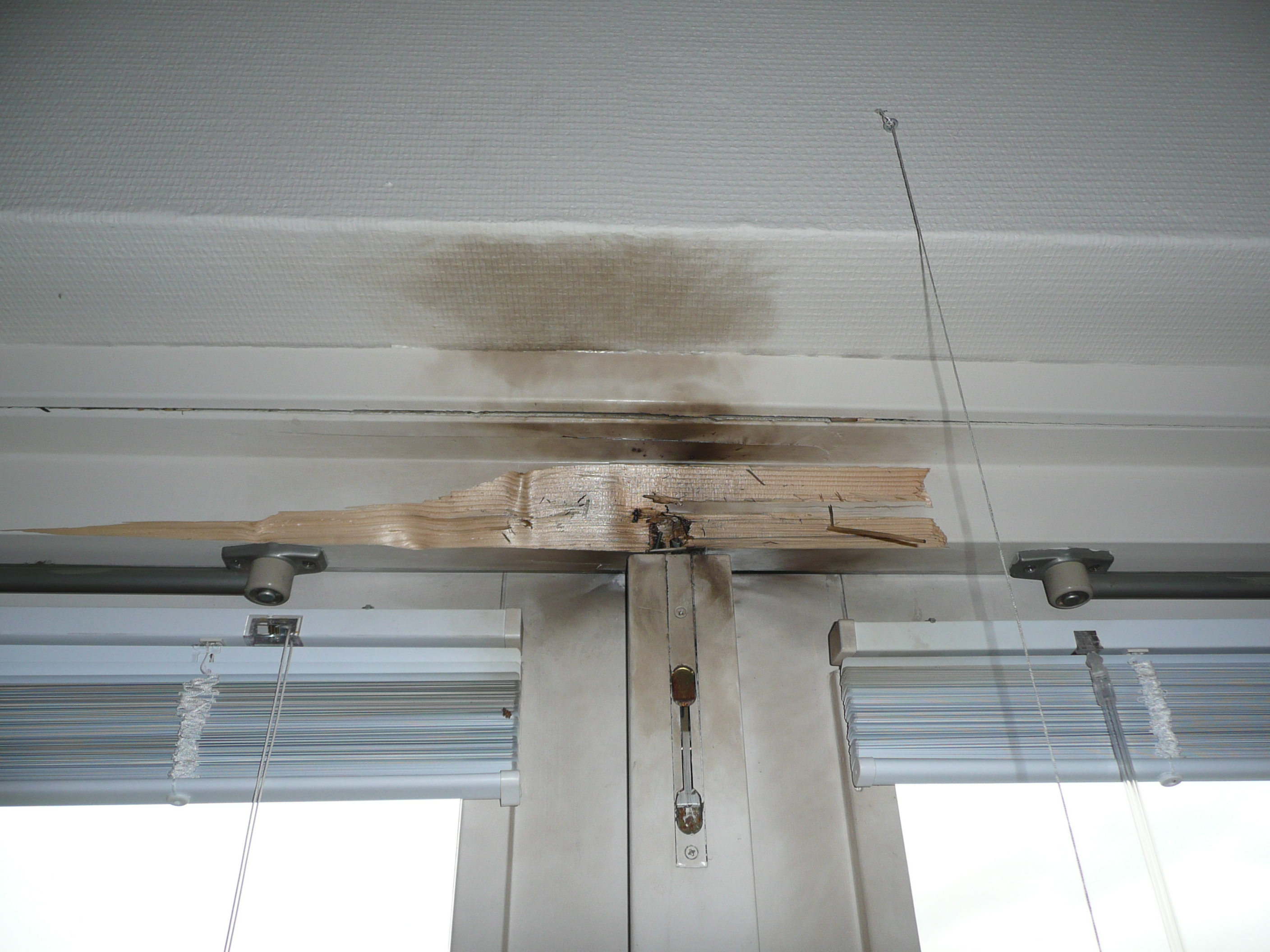
أضرار داخلية ثانوية من أثر صاعقة

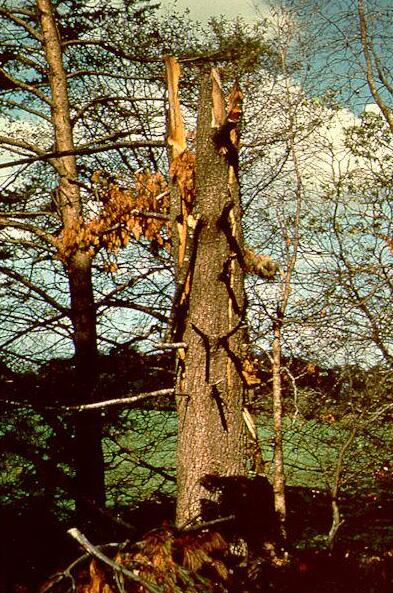
أثر صاعقة على شجرة

تسبّب الصواعق أضراراً للأشخاص والممتلكات بسبب كمّيّة الشحنة الكهربائية الهائلة التي تنتقل خلال زمنٍ قصيرٍ جدّاً، والتي ترافقها درجات حرارة مرتفعة. حسب إحصائيات محلّية فإنّ الصواعق في ألمانيا تسبّب خسائر سنوية تصل إلى عدّة ملايين من اليوروهات، ووصل إجمالي الخسائر منها في سنة 2014 مقدار 340 مليون يورو. يمكن للصواعق أن تسبّب حرائق للمنازل وللغابات؛ بالإضافة إلى الأضرار على التجهيزات الإلكترونية. لذلك وللحماية من الصواعق تُجهَّز الكثير من الأبنية، وخاصّةً ناطحات السحاب، بنظام وقاية من الصواعق.
إنّ الأضرار الناجمة عن الصاعقة ليست مقتصرةً على التعرّض المباشر للضربة، إنّما يتعدّى الأمر إلى فرق الجهد المؤثّر على التجهيزات الإلكترونية والأجهزة الكهربائية، بالإضافة إلى التحريض الكهرومغناطيسي في مسارات الكابلات الطويلة. إنّ شدّة التيار الكهربائي أثناء عملية تفريغ في برقٍ نمطيٍّ سالبِ الشحنة من السحاب إلى الأرض تزداد بشكلٍ كبيرٍ إلى قيمتها الأعظمية خلال 1-10 ميكروثانية، ثمّ تتضمحلّ بشكل أبطأ خلال 50-200 ميكرو ثانية. إنّ التيّارات سريعة التغيّر تميل لأن تنتقل على سطح الموصل الكهربائي بظاهرة تُعرَف باسم الظاهرة السطحية، وذلك على العكس من التيّار المستمرّ، والذي يمرّ عبر الموصل الكهربائي مثلما يتدفّق الماء بالخرطوم. بالتالي، فإنّ الموصلات المستخدمة في حماية المنشآت عادةً ما تُصمَّم على هيئة جدائل متعدّدة مع وجود أسلاك صغيرة مربوطة مع بعضها؛ الأمر الذي يزيد من مساحة السطح الكلي بشكلٍ متعاكس مع قطر الجديلة الواحد، وذلك بالنسبة للمساحة الكلية لمقطع عرضي ثابت.
تقوم التيارات سريعة التغيّر أيضاً بتشكيل نبضات كهرومغناطيسية تؤدّي إلى حدوث إشعاع خارجي من القناة الأيونية، وهذه ظاهرة تلاحَظ في جميع أنواع التفريغ الكهربائي. تَضعُفُ النبضة الكهرومغناطيسية المشعّة بسرعة عند الابتعاد عن مركز نشأتها؛ إلّا أنّها إذا عبرت موصلاً كهربائياً مثل خطوط نقل الكهرباء أو أسلاك شبكات الاتّصال فإنّه من الممكن لها أن تُحرّض تيّاراً ينتقل خارجاً إلى نهاية أخرى، ويمكن له أن يسبّب أضراراً للأجهزة الإلكترونية الحسّاسة وكذلك للأجهزة والمحرّكات الكهربائية. قد لا تكفي المقابس الكهربائية التي تحمي من فرط الجهد الكهربائي (فرط الفلطية) في الوقاية من أثر الصواعق، بل يتعدّى الأمر إلى ضرورة ربط كافّة القنوات الموصلة كهربائياً في المبنى (مثل التمديدات الكهربائية والهوائيات بالإضافة إلى تمديدات الغاز والماء وخطوط الهاتف) بشكلٍ مشترك بجهاز معادلة الجهد الكهربائي. كما تستخدم من أجل ذلك أجهزة خاصّة، تعرف باسم واقي التدفّق، للحماية عن طريق وصلها على التوازي مع تلك الأسلاك، لأنّ لواقيات التدفق القدرة على تغيير خواصها الفيزيائية عند الكشف عن التيّارات المؤقّتة غير المنتظمة التي يسببها وميض البرق، بحيث تمرّر تلك التيارات إلى مؤرّض، ممّا يحمي الأجهزة من الضرر.

#### الأثر على البشر
يُماثِل أثر الصاعقة عندما تضربُ أحداً ما أثرَ الصدمة الكهربائية من مصادر الجهد والتوتّر المرتفع، حيث تحصل إصابات تتراوح من حروق بالإضافة إلى حدوث أضرار في الجهاز العصبي وكذلك عضلة القلب وباقي الأعضاء الداخلية؛ ويمكن في بعض الأحيان أن يترافق ذلك، وفي غضون ساعة من بعد ضربة الصاعقة، مع ظهور شكل ليشتنبرغ على الجلد. قد تؤدّي ضربة الصاعقة المباشرة إلى حدوث غيبوبة أو شلل، وقد يصل إلى حدوث سكتة قلبية وانقطاع التنفس؛ ويمكن أن يؤدّي في أحيان أخرى إلى الوفاة، وذلك عندما تكون ضربة الصاعقة شديدةً جدّاً. إلّا أنّ الوفيات الناجمة عن ضربات الصواعق نادرة، فهي تبلغ مثلاً 3-7 حالات وفاة سنوياً في ألمانيا على سبيل المثال؛ كما أنّ 90% من تلك الحالات التي يتعرّض فيها الأشخاص لضربات الصاعقة يُكتَبُ لهم النجاة. قد تبقى هناك حتى بعد سنوات من التعرّض للصاعقة تبعاتٌ على الجملة العصبية للإنسان، كما وجد في إحدى الإحصائيات لحوالي 50% من الناجين من ضربات الصواعق. بالإضافة إلى ذلك فقد يسبّب الرعد المرافق أثناء الضربة حدوث اضطرابات في السمع وحدوث طنين؛ وقد يتعدّى الأمر إلى حدوث صدمات نفسية. عند اقتراب خطر حدوث صاعقة يكون من المفضّل أن يتجنّب الأشخاص البقاء في العراء، وينبغي الاحتماء في الأبنية المزوّدة بأجهزة مانع الصواعق، والتي تلعب دور قفص فاراداي؛ وفي حال عدم توفّرها ينبغي الابتعاد عن الأجسام المرتفعة المنعزلة والوقوف بضم القدمين إلى بعضها لتجنب الجهد الكهربائي بين القدمين.

### الرعد
بما أنّ شحنة التفريغ الكهربائي لوميض البرق تقوم بإحماء الهواء بشكل مفرط إلى درجات حرارة مرتفعة على طول قناة التفريغ البلازمية في فترة قصيرة؛ ووفق النظرية الحركية للغازات فإنّ زيادة الحرارة يؤدّي إلى زيادة الضغط وتمدّد الغازات بشكلٍ سريع، ممّا يؤدّي إلى حدوث موجة صدمة مسموعة تُعرَف باسم الرعد.
يُسمَع صوت الرعد على شكل دويٍّ أو هديرٍ ذي صوت متشتّت تدريجياً، لأنّ الصوت الصادر لا يتشكّل وينتشر من نقطة واحدة، إنّما من أقسامٍ مختلفة على طول قناة البرق الطويلة، فلذلك يصل للسامع بأوقات مختلفة عن بعضها قليلاً. يتعَقّد إدراك الخواص الصوتية للرعد بعوامل إضافية مثل عدم انتظام تفرّع وتشعّب قناة البرق، بالإضافة إلى الصدى الحاصل من التضاريس المجاورة، وكذلك لاحتمالية تكرار حدوث ضربات مرتدّة.
تبلغ سرعة الضوء حوالي 300 ألف كيلومتر في الثانية، في حين أنّ سرعة الصوت هي حوالي 343 متر في الثانية؛ بالتالي يمكن نظرياُ لمراقب أن يقدّر المسافة إلى موقع الصاعقة بتسجيل الزمن الفاصل بين وميض البرق المرئي وسماع صوت الرعد الناشئ عنه. فإذا كان الزمن الفاصل مقداره ثانية واحدة، فإنّ المسافة هي حوالي 343 متر تقريباً؛ في حين أنّه إذا كان الزمن الفاصل مقداره 3 ثوانٍ، فإنّ المسافة تُقدَّر بحوالي كيلومتر واحد. عند مكان الضربة يكون تسجيل الزمن الفاصل صعباً، بحيث يُدرَك أنّ العملية تحدث من غير فاصل زمني.

### الإشعاع عالي الطاقة
لقد جرى التنبّؤ بإنتاج الأشعّة السينية من الصواعق نظرياً منذ حوالي سنة 1925؛
 ولكن من غير توفّر دليل، إلى أن جرى البرهنة عليه في سنة 2001، عندما قام الباحثون في معهد نيومكسيكو للتعدين والتكنولوجيا بالكشف عن انبعثات الأشعّة السينية من صاعقة محرّضة على طول سلك مؤرَّض كان مربوطاً وراء صاروخ أطلق إلى سحابة العاصفة الرعدية. جرى التأكّد من ذلك بأبحاثٍ موازية في جامعة فلوريدا ومعهد فلوريدا التقني. لا يزال سبب انبعاث الأشعّة السينية أثناء البروق والصواعق محطّ دراسةٍ وبحث.
كشف عددٌ من عمليّات الرصد بواسطة المقاريب (التلسكوبات) الفضائية أنّ إصداراتٍ وانبعاثاتٍ مرتفعةِ الطاقة من وميض أشعّة غاما الأرضي (TGFs) في بروق طبقات الغلاف الجوي العليا مع تشكّل مادّة مضادّة في البرق؛ وتكون للجسيمات دون الذرّية المتشكّلة فيها (من بروتونات ونيوترونات وإلكترونات وبوزيترونات) ذات طاقة مرتفعة تصل إلى عدّة عشراتٍ من ميغا إلكترون فولت.

### جودة الهواء
إنّ درجات الحرارة المرتفعة المترافقة مع تشكّل ضربات البرق والصواعق تؤدّي إلى زيادة ملحوظة في نسبة الأوزون وأكاسيد النتروجين NOx، إذ تصل كمّيّتها المتشكّلة في كلّ ضربة برق إلى حوالي 7 كغ وسطياً؛ وفي طبقة التروبوسفير يزيد حدوث البرق من نسبة NOx بحوالي 90% ونسبة الأوزون بحوالي 30%.

## التوزع والتواتر

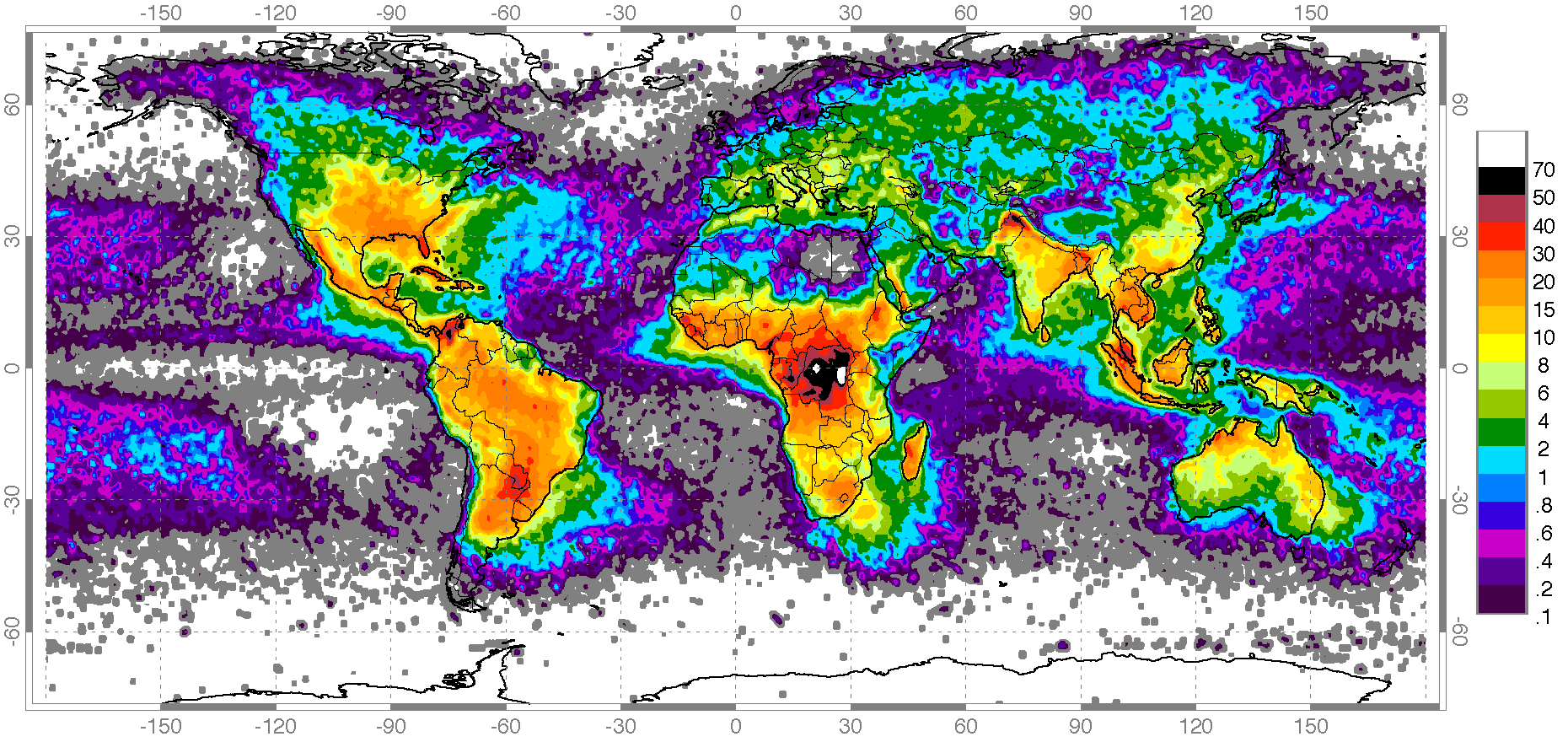
خريطة للعالم تبيّن تواتر ضربات البرق وذلك لكلّ ضربة لكلّ كم^{2} لكلّ سنة (عرض متساوي المساحة)، وذلك اعتماداً على بيانات المكشاف البصري اللحظي خلال فترة زمنية ما بين 1995–2003؛ واعتماداً على بيانات حسّاس تصوير البرق خلال فترة زمنية ما بين 1998–2003.

تُظهِر البيانات المسجّلة أنّ توزّع البروق ليس متساوياً من حيث الانتشار على سطح الأرض كما هو مبيّن في الصورة المرفقة. تقاس البيانات حسب عدد ومضات البرق في كلّ كيلومتر مربع، والتي يمكن أن يُعبّر عنها بوصفها «كثافة البرق».
يرافق البرق عادةً العواصف الرعدية، والتي تحدث بشكل أساسي عندما يمتزج الهواء الساخن مع كتل الهواء الأبرد. على العموم، يكثر حدوث البرق عند تلاقي الكتل الهوائية الدافئة والباردة المتفاوتة في نسب رطوبتها، وخاصّةً عند الجبهات الهوائية. في ذروتها تنتج العاصفة الرعدية نمطياً أكثر من ثلاث ضربات برقٍ على الأرض في كلّ دقيقة.
يمكن للبرق أن يتشكّل أيضاً في ظروفٍ مختلفة، فهو يمكن أن يتشكّل أثناء العواصف الرملية أو حرائق الغابات أو الأعاصير الدوّامية أو الثوران البركاني؛ وكذلك في بعض الحالات في العواصف الرعدية الثلجية. تشكّل الأعاصير الاستوائية عادةً بعض البروق، وذلك بشكلٍ أساسي في الحزمات الممطرة ذات بعد أكبر من 160 كم عن المركز.
يصل معدّل تواتر حدوث البرق على الأرض إلى حوالي 44 (± 5) مرة كلّ ثانية، أو حوالي 1.4 مليار ومضة في السنة؛ ويبلغ فيها متوسّط المدّة الزمنية للومضة حوالي 0.2 ثانية، وذلك من بيانات مجموعة فيها ومضات قصيرة للغاية تصل مدّتها من 60 - 70 ميكرو ثانية.
هناك عدّة عوامل مختلفة تؤثّر على تواتر وتوزيع وشدّة وخواص ومضات البروق في منطقة محدّدة من العالم؛ من بينها: الارتفاع عن مستوى البحر وخط العرض الجغرافي وتيّارات الريح السائدة والرطوبة النسبية والقرب الجغرافي من المسطّحات المائية الدافئة أو الباردة. إلى درجة ما، فإنّ النسبة بين ومضات البروق حسب نوعها (داخل السحابة أو بين السحب أو من السحب إلى الأرض) تتفاوت أيضاً حسب فصول السنة في مناطق دوائر العرض المتوسّطة. تعدّ ومضات البرق من السحاب إلى الأرض أكثر أنواع البروق ملاحظةً ودراسةً؛ إلّا أنّ صعوبة تخمين وقت حدوث البرق تحدُّ نسبياً من التفسير الشامل لسبب وكيفية تشكّله، رغم الدراسات العلمية المتعدّدة. على العموم، فإنّ ومضات البرق من السحاب إلى الأرض تشكّل ما حوالي نسبته 25% من المجموع الكلّي لومضات البروق في مختلف أنحاء العالم. بما أنّه ينبغي على الشحنة الكهربائية المركّزة داخل السحابة أن تتجاوز الخواص العازلة للهواء، والتي تزداد بدورها بشكل متناسب مع المسافة بين السحابة وبين الأرض، فإنّ نسبة ومضات البرق بين السحاب والأرض بالمقارنة مع الأنواع الأخرى (داخل السحابة وبين السحب) تصبح أكبر كلّما اقتربت السحابة من سطح الأرض.
إنّ حوالي 70% من حالات البرق على سطح الأرض تحدث على اليابسة وفي المناطق الاستوائية، حيث الحِمْلُ الحراريُّ على أَشُدِّهِ في الغلاف الجوّي بالمقارنة مع باقي المناطق. في المناطق الاستوائية يكون مستوى التجمّد عادةً عالياً في الغلاف الجوّي وبعيداً عن سطح الأرض، ولذلك فإنّ 10% فقط من الحالات هي من نوعية من السحاب إلى الأرض؛ في حين أنّه في النرويج، والواقعة على خط عرض 60° شمالاً، يكون مستوى التجمد قريباً من سطح الأرض، لذلك فإنّ 50% من ومضات البروق هي من نوع من السحاب إلى الأرض. أظهرت السجلّات التي التقطتها ناسا لسلاسل الأعاصير والبرق حول الكرة الأرضية بأنّ غالبيتها العظمى تحدث في اليابسة فقط بالرغم من المساحة الغالبة للمياه. يكمن أحد الأسباب في أنّ الصاعقة تبحث غالبًا عن أقصر مسار، وتمثّل اليابسة المسار الأقصر كونها أعلى ارتفاعا عن مستوى سطح البحر، وهذا يفسّر سبب ندرة حوادث الصواعق للكائنات البحرية.
إحصائياً فإنّ من أكثر مناطق العالم تواتراً من حيث تشكّل البرق بمختلف أنواعه هي منطقة ريفية تقع بالقرب من قرية «كيفوكا» (Kifuka) في المناطق الجبلية من كيفو الجنوبية شرقي جمهورية الكونغو الديمقراطية؛ وهي ترتفع حوالي 975 م عن مستوى سطح البحر، وهي تتعرّض وسطياً إلى حوالي 158 ضربة برق لكلّ كيلومتر مربّع واحد في السنة. يشهد حوض كاتاتمبو في فنزويلا حادثةً سنويةً من تشكّل البروق؛ كما أنّ بحيرة ماراكايبو في فنزويلا ذات نشاطٍ كبيرٍ نسبياً من تواتر ضربات البرق، والتي تلاحظ في 297 يوماً من السنة. من المناطق الأخرى ذات التواتر الكبير في ضربات البرق كلّ من سنغافورة؛ ومنطقة وادي البروق في وسط ولاية فلوريدا الأمريكية.

## الأبحاث
كان بنجامين فرانكلين من أوائل من بحث في العلاقة بين الجهد الكهربائي وتشكّل البرق؛ ولذلك قام بإجراء تجربة الطائرة الورقية سنة 1752. من جهة أخرى لم يكن بنجامين فرانكلين أوّل من قام بتجربة الطائرة الورقية، إذ أنّ الفَرَنسيِّيَن «توماس فرانسوا ديلابارد» و«ديلورس» قاما بها في مارلي-لا-فيل في فرنسا قبل بضعة أسابيع من تجربة فرانكلين. في سيرة فرانكلين الذاتية المكتوبة بين عامي (1771-1788) والمنشورة لأوّل مرة سنة 1790، صرّح فرانكلين أنّه قام بالتجربة بعد تجربة الفرنسيين، التي وقعت قبل أسابيع من تجربته، دون علمٍ مسبقٍ له. 1752. بعد انتشار أخبار التجربة وتفاصيلها، قام البعض بمحاولة تكرارٍ لها. إحدى أشهر حالات الوفاة المعروفة التي كانت في فترة مقلّدي فرانكلين هي وفاة البروفيسور جورج ريتشمان من سانت بطرسبرغ في روسيا؛ إذ وفقًا للشهود، وعندما كانت التجربة قَيدَ التجهيز، ظهرت كرة برق واصطدمت برأس ريتشمان، ممّا أدّى إلى وفاته. على الرغم من أنّ التجارب في وقت فرانكلين أظهرت أن البرق يقوم بتفريغ الكهرباء الساكنة، لم يحدث أي تغيّر كبير حيال فهم نظرية البرق (خصوصًا عن كيفية نشوئها) لمدّة 150 عاماً.

### الكشف والرصد

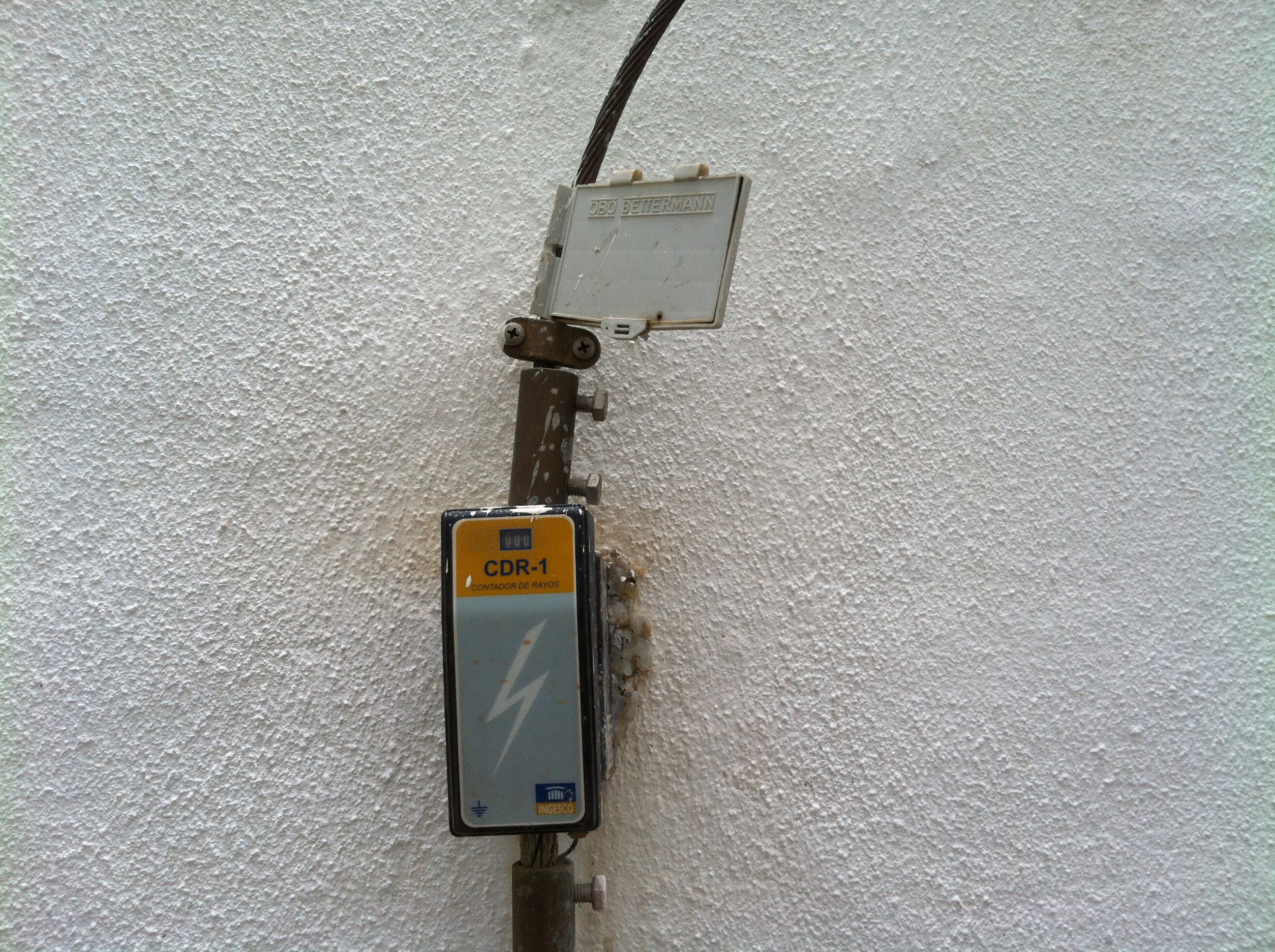
عدّاد الصواعق

هناك وسائل متعدّدة للكشف عن البرق. إنّ أقدمَ كاشفٍ اختُرِعَ للتحذير من اقتراب عاصفة رعدية هو «جرس فرانكلين»، والذي ينسب إلى بنجامين فرانكلين، الذي ركّبه في منزله للتنبيه من حدوث الصواعق.
 حديثاً، يتمّ الكشف اعتماداً على طيفٍ واسعٍ من الموجات الكهرومغناطيسية، بما فيها نبضات تردّد الراديو. إنّ الزمن الذي تصل فيه نبضة من تفريغ برق ما إلى عدّة مستقبلات يمكن استخدامه من أجل تعيين مصدر التفريغ.
تعمل طبقة الغلاف الأيوني (الأيونوسفير) عمل دليل موجي، ممّا يسمح بالتقاط موجات ذات تردّد منخفض جدّاً وتردّد بالغ الانخفاض؛ حيث تنتشر النبضات الكهرومغناطيسية المُنبَثّة من الصواعق داخل ذلك الدليل الموجي، والذي يكون مشتّتاً، ممّا يعني أنّ سرعة الزمرة معتمدة فيه على التوتّر. يكون الفرق بين زمن تأخّر الزمرة لنبضة برق عند تواترات متجاورة متناسباً مع المسافة بين جهازي البثّ والاستقبال. بالتالي، وبالاستعانة بوسائل تحديد الاتجاه، يمكن تحديد موقع ضربات البرق والصواعق إلى مسافاتٍ بعيدةٍ عن مصدرها. بالإضافة إلى ذلك، يستخدم رنين شومان عند تردّد مقداره 7.5 هرتز لتحديد نشاط العواصف الرعدية على كوكب الأرض.
إلى جانب الوسائل الأرضية للكشف عن البرق يمكن الاستعانة بالسواتل والأقمار الاصطناعية لرصد توزّع البرق، من ضِمنها مهمة قياس تساقط الأمطار الاستوائية (TRMM)، التي أطلِقَت في 28 نوفمبر سنة 1997؛ وكذلك أقمار ميتيوسات المُشغَّلة من المنظمة الأوربية للأرصاد الجوية (EUMETSAT)، بالإضافة إلى قمر الرصد البيئي العامل ذو المدار الثابت GOES-16 المُشغَّل من الإدارة الوطنية للمحيطات والغلاف الجوي الأمريكية.

#### خارج الأرض
رُصِدَ البرقُ في الغلاف الجوّي لبعض الكواكب الأخرى في المجموعة الشمسية مثل المشتري وزحل. وُجدَ على سبيل المثال أنّ الصواعق الفائقة شائعة على كوكب المشتري.
مثَّلَ رَصْدُ البرق على كوكب الزهرة موضعَ خلافٍ علميٍّ بعدَ عقودٍ من الدراسة؛ إذ أنّه أثناء المهمّة السوفيتية فينيرا والمهمّة الأمريكية بيونير في فترة سبعينات وثمانينات القرن العشرين جرى الكشف عن إشاراتٍ توحي بوجود البرق في الغلاف الجوّي العلوي في كوكب الزهرة. رغم أنّ مهمّة كاسيني-هويجنز التي رصدت الزهرة سنة 1999 لم تعطِ إشاراتٍ على وجود البرق. بالمقابل، يمكن لنبضات الراديو المسجلّة من المركبة الفضائية مصوّر الزهرة أن يكون مصدرها تشكّل البرق على ذلك الكوكب.

### التوليد الاصطناعي
بواسطة الصواريخ
يمكن توليد البرق اصطناعياً عن طريق إطلاق صاروخ مصمَّم خصّيصاً لهذه المهمة، بحيث يسحب وراء ذيله سلكاً من بكرة مؤرّضة أثناء اتجاهه نحو سحابة العاصفة الرعدية. كلّما ارتفع الصاروخ للأعلى كلّما انحلّ السلك المؤرّض من البكرة، وكلّما زادت احتمالية أن يجذب قائدَ برقٍ هابطٍ إلى الأرض، خاصّةً أنّ السلك يؤمّن مساراً قليل المقاومة لوميض البرق. يتبخّر السلك عند مرور التيار المرتدّ، تاركاً وراءَهُ قناةَ بلازما مستقيمة. تتيح هذه الطريقة إجراء بحثٍ ودراسةٍ علمية للبرق تحت شروطٍ منضبطةٍ وقابلةٍ للتوقّع.
بواسطة الليزر
منذ سبعينات القرن العشرين حاول الباحثون توليد ضربات البرق والصواعق بواسطة الليزر، سواءً بليزر الأشعّة تحت الحمراء أو الأشعّة فوق البنفسجية، والذي يقوم بتشكيل قناة من الغاز المؤيّن، لتتأمّن بذلك بيئة مناسبة لتشكّل البرق أو الصاعقة. تؤمّن هذه الطريقة أسلوباً بديلاً عن توليد البرق بواسطة الصاروخ، وبشكل أكثر أماناً للمنشآت المدنية الحسّاسة مثل محطّات توليد الكهرباء. كما تمتاز هذه الطريقة بتحفيز تشكيل البرق لدى الطلب عند استخدام ليزر ذي استطاعة مرتفعة جدّاً من مرتبة تيرا وات؛ إذ بيّنت التحاليل الإحصائية أنّ نبضات الليزر ذات الاستطاعة المرتفعة قادرة على زيادة النشاط الكهربائي في سحابة العاصفة الرعدية عند توجيهها عليها، نظراً لتوليد حوادث تفريغ كهربائي موضعية صغيرة عند قناة البلازما.

## في الديانات والثقافة العامة

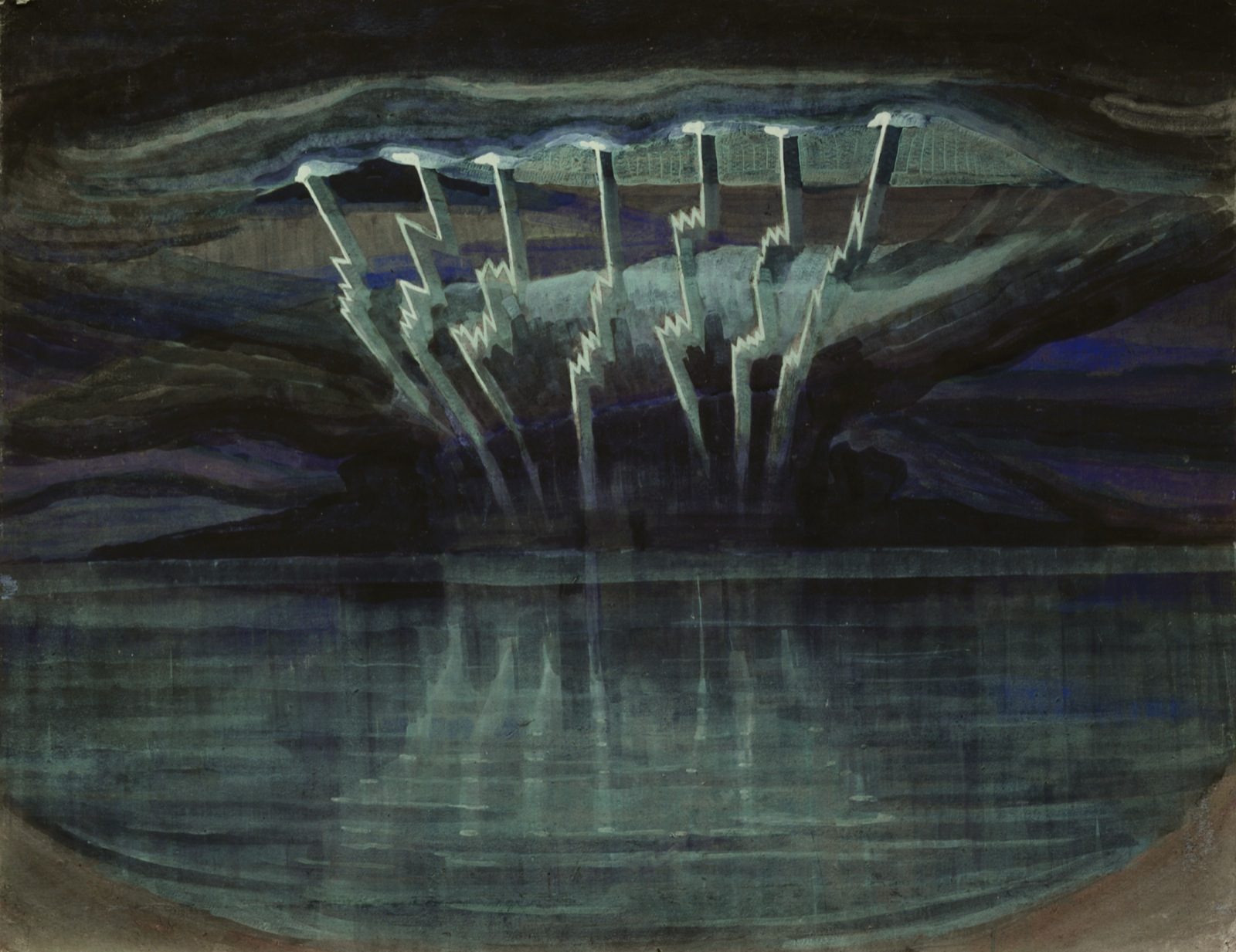
لوحة البرق من رسم ميكالويوس كونستانتيناس تشيورليونيس (1909).

ارتبط البرق بالألوهيّة في العديد من الثقافات؛ كما هو الحال مع زيوس الإله الإغريقي، وتلالوك إله الآزتك، وبيرون الإله السلافي، وبيركوناس الإله البلطيقي، والإله ثور حسب الأساطير الإسكندنافية، وأوكو وفق الأساطير الفنلندية، وكذلك إندرا الإله الهندوسي وراجين إله الرعد حسب ديانة الشنتو. وفي الديانات التقليدية لقبائل البانتو الأفريقية يمثّل البرق إشارةً إلى الغضب الإلهي. كما ورد ذكر البرق والصواعق في عدّة نصوص وآيات في الكتب السماوية للديانات الإبراهيمية: اليهودية والمسيحية والإسلام.
تَستخدِمُ بعضُ الأحزاب السياسية البرقَ شعاراً للقوة، مثلما هو الحال مع حزب العمل الشعبي في سنغافورة، وكذلك اتحاد الفاشيين البريطاني أثناء ثلاثينات القرن العشرين. كما أنّ قوّات شوتزشتافل (SS) شبه العسكرية التي كانت تابعةً للحزب النازي استخدمت أسلوب كتابة الحرفين بشكل يشبه البرق. يُستخدم تعبير «قوّات الصاعقة» في بعض الدول للإشارة إلى وحداتٍ من الجيش ذات تدريب خاصّ.
يمثَّلُ البرق في علم الشعارات بخطٍّ متعرّجٍ ذي طرفٍ له نهايةٌ مدبّبة. يُستخدَم هذا الرمز للإشارة إلى القوّة والسرعة. استُخدم رمز البرق المتعرّج بشكلٍ شائعٍ في مدرسة الفن الزخرفي، خاصّةً في أواخر عشرينات القرن العشرين. يستخدَم رمز البرق شارةً في الاتّصالات العسكرية؛ كما يستخدم البرق في بعض مؤسّسات الاتّصالات لتمثيل المقدرة السريعة والفورية على الاتصال، وذلك منذ الفترات الأولى لاستخدام التلغراف والراديو والهاتف. رمز يونيكود للبرق هو ☇ U+2607.

### في اللغة
يعرف العلم الخاصّ بدراسة البروق باللغة الإنجليزية باسم fulminology؛ أمّا حالة الخوف من وميض البرق وهزيم الرعد فتسمّى علمياً رهاب البرق والرعد (أسترافوبيا astraphobia)
يستخدم لفظ البرق اصطلاحاً للإشارة عادةً إلى السرعة، فعلى سبيل المثال، تُعرَف الحرب الخاطفة في اللغة الألمانية، والتي كانت أسلوباً تكتيكياً لألمانيا النازية في الحرب العالمية الثانية، باسم Blitzkrieg إذ أن Blitz يعني برق. من جهة أخرى، وفي اللغتين الفرنسية والإيطالية تُستخدَم عبارة coup de foudre وcolpo di fulmine على الترتيب، للإشارة إلى الحبّ من النظرة الأولى، وهي تعني حرفياً «صاعقة».

## هوامش
| - ملاحظة 1 المقابل باللغة الإنجليزية Lightning leader - ملاحظة 2 المقابل باللغة الإنجليزية stepping - ملاحظة 3 المقابل باللغة الإنجليزية runaway breakdown - ملاحظة 4 المقابل باللغة الإنجليزية Upward streamer - ملاحظة 5 المقابل باللغة الإنجليزية Attachment - ملاحظة 6 المقابل باللغة الإنجليزية Return stroke - ملاحظة 7 المقابل باللغة الإنجليزية recoil leader - ملاحظة 8 المقابل باللغة الإنجليزية dart leader - ملاحظة 9 المقابل باللغة الإنجليزية Anvil crawler | - ملاحظة 10 المقابل باللغة الإنجليزية Bead lightning - ملاحظة 11 المقابل باللغة الإنجليزية Ribbon lightning - ملاحظة 12 المقابل باللغة الإنجليزية Rocket lightning - ملاحظة 13 المقابل باللغة الإنجليزية Sheet lightning - ملاحظة 14 المقابل باللغة الإنجليزية Staccato lightning - ملاحظة 15 المقابل باللغة الإنجليزية Superbolt - ملاحظة 16 المقابل باللغة الإنجليزية Upward lightning - ملاحظة 17 المقابل باللغة الإنجليزية Clear-air lightning - ملاحظة 18 المقابل باللغة الإنجليزية a bolt from the blue |